# Умершие в мае 2014 года
Это список известных людей, соответствующих установленным критериям значимости (см. Википедия:Критерии значимости персоналий), умерших в мае 2014 года.
Причина смерти указывается лишь в исключительных случаях (убийство, самоубийство, гибель в результате военных действий, смертная казнь, ДТП или несчастные случаи). В остальных случаях — не указывается.

## 31 мая

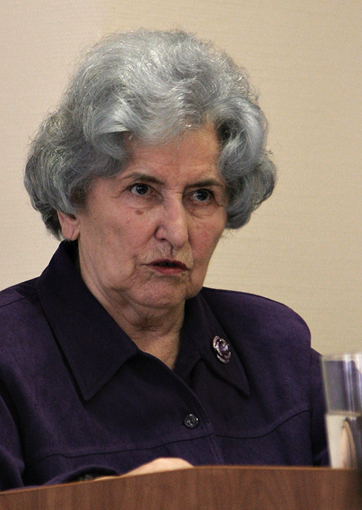
Галина Андреева

- Андреева, Галина Михайловна (89) — советский и российский социальный психолог и социолог, доктор философских наук[1].
- Гладун, Еуджен (78) — советский и молдавский учёный-медик, общественный деятель, лауреат Государственной премии МССР, министр здравоохранения Республики Молдова (1998—1999)[2].
- Жубанов, Булат Ахметович (85) — советский казахский ученый-химик, академик Национальной академии наук Казахстана, сын композитора Ахмета Жубанова, брат композитора Газизы Жубановой[3].
- Катц, Льюис (72) — американский бизнесмен, совладелец газеты The Philadelphia Inquirer; авиакатастрофа[4].
- Климов, Евгений Александрович (83) — советский и российский психолог, психофизиолог, академик АПН СССР (1985)[5].
- Лаповок, Яков Семёнович (82) — советский и российский специалист в области радиоэлектроники, кандидат технических наук[6].
- Масалитинова, Таня[болг.] (92) — болгарская актриса театра и кино, лауреат премии «Аскеер» (2005)[7].
- Миронов, Анатолий Михайлович (77) — советский футболист клуба «Кубань» (1963 и 1965—1968), советский и российский тренер, чемпион РСФСР (1962)[8].
- Соумс, Мэри (91) — британская писательница, дочь Уинстона Черчилля[9].
- Хайер, Марта (89) — американская актриса, номинант на премию «Оскар» (1959)[10]
- Хамчиев, Султан Ахметович (75) — ингушский учёный-историк и общественный деятель (о смерти стало известно в этот день)[11].
- Стариков, Алексей Николаевич (68) — советский и украинский детский поэт.

## 30 мая

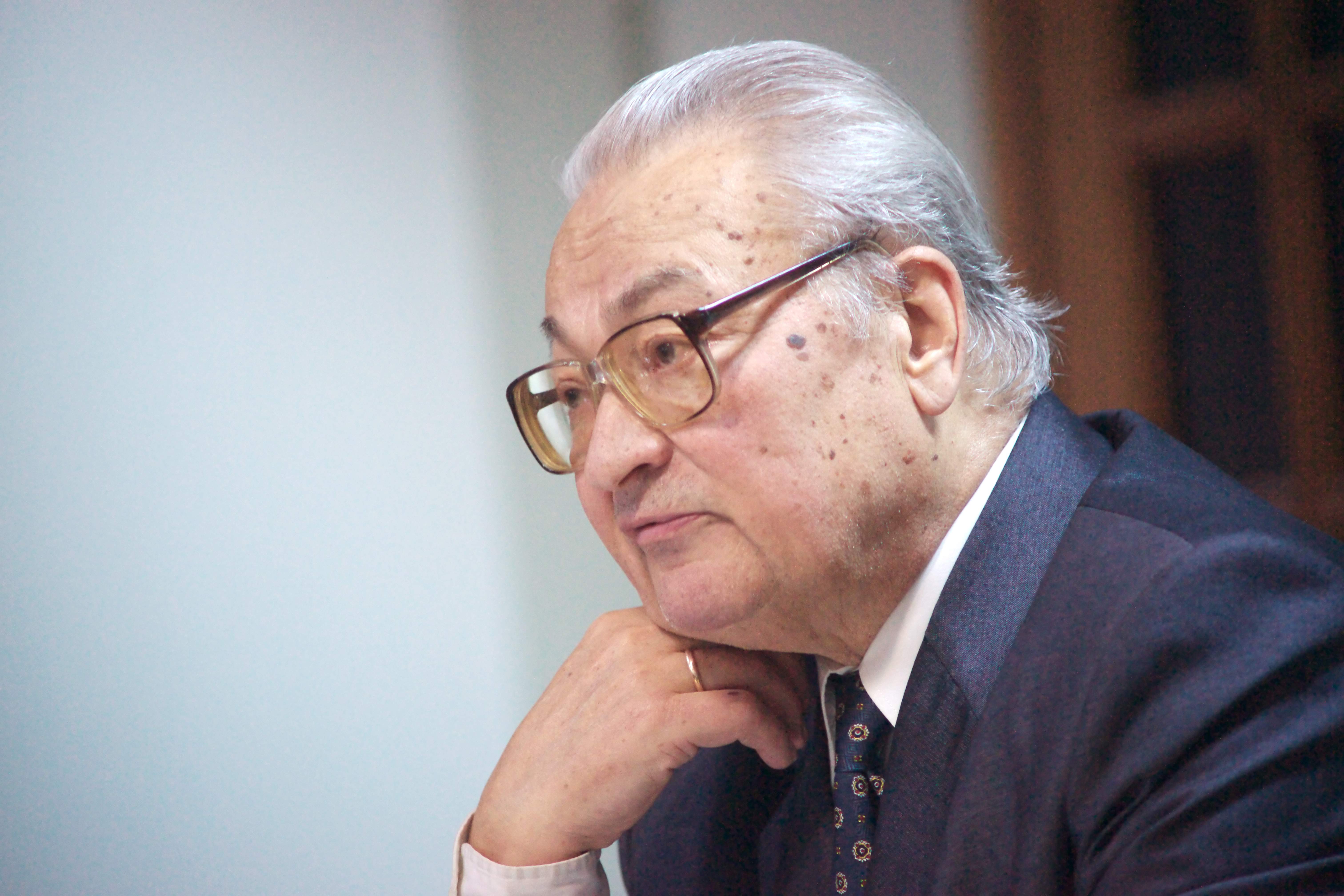
Геннадий Буравкин

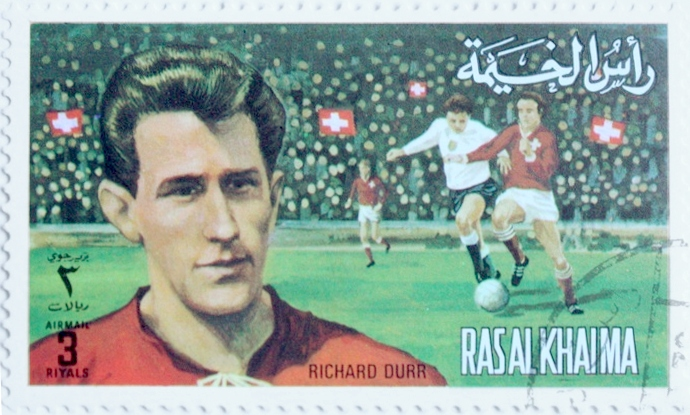
Рихард Дюрр

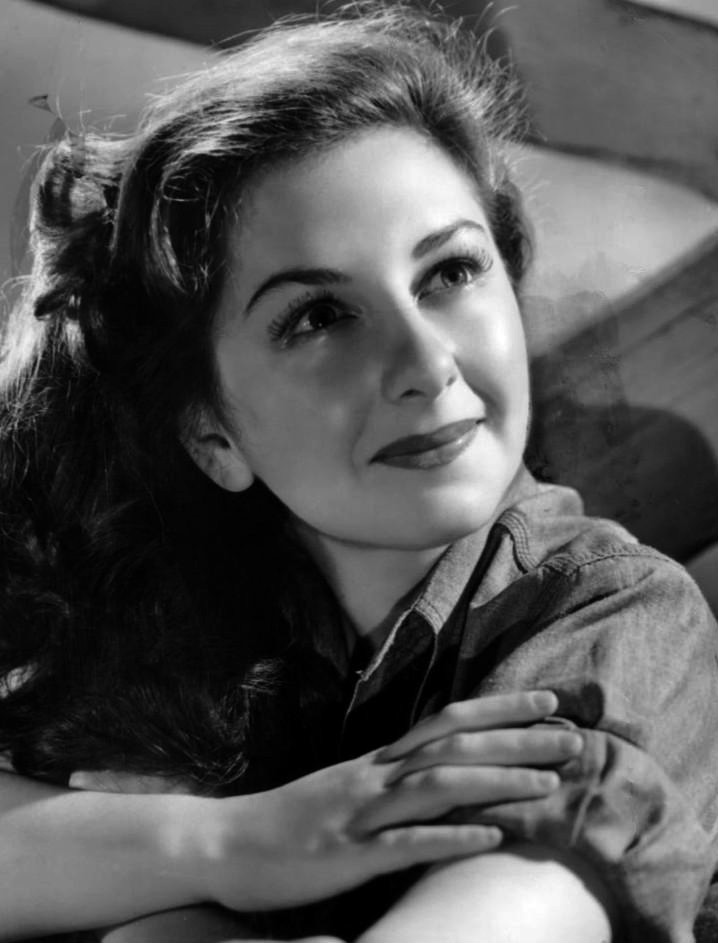
Джоан Лорринг

Ханна Марон

- Бабьев, Владимир Николаевич (89) — советский военачальник, начальник Центрального финансового управления Министерства обороны СССР (1986—1991), генерал-полковник в отставке[12].
- Буравкин, Геннадий Николаевич (77) — белорусский поэт, сценарист, общественно-политический деятель[13].
- Василикопулос, Леонидас (82) — греческий адмирал, командующий военно-морским флотом (1986—1989), руководитель национальной разведывательной службы (1993—1996)[14].
- Дюрр, Рихард (75) — швейцарский футболист, игрок национальной сборной, участник чемпионатов мира (1962, 1966)[15].
- Карлсен, Хеннинг (86) — датский режиссёр и сценарист («Голод»)[16][17].
- Джоан Лорринг (88) — американская актриса («Песнь о России»), номинантка на Премию «Оскар» за лучшую женскую роль второго плана (1946)[18].
- Макарова, Людмила Иосифовна (92) — советская и российская актриса театра и кино, народная артистка СССР (1977)[19].
- Марон, Ханна (90) — израильская актриса, лауреат Государственной премии Израиля (1973)[20].
- Новиков, Иван Иванович (98) — советский физик, директор МИФИ (1956—1958), доктор технических наук (1948), профессор (1949), академик РАН (1992), лауреат Сталинской премии (1951, 1953)[21].
- Татриев, Магомед Бексултанович (67) — российский государственный деятель, председатель Народного собрания Республики Ингушетия (с 2013 года)[22].
- Хорхе, Эухенио (81) — главный тренер женской сборной Кубы по волейболу, трижды приводивший команду к золотым олимпийским медалям (1992, 1996, 2000)[23].

## 29 мая

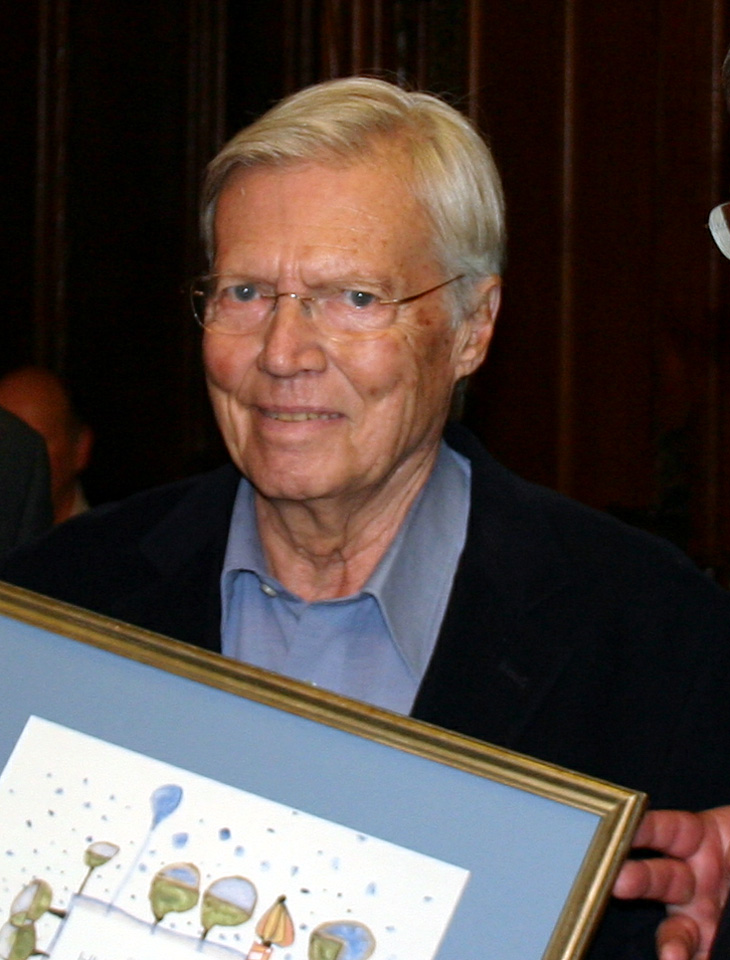
Карлхайнц Бём

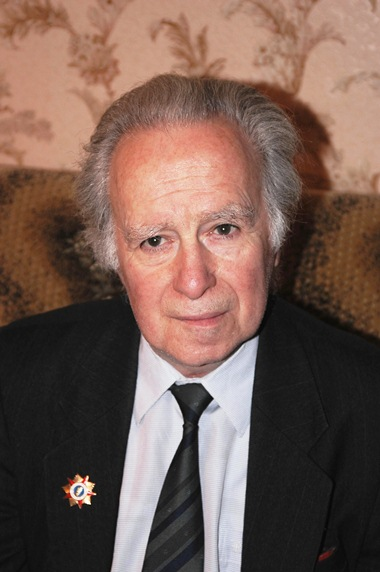
Леонид Лопатников

- Бём, Карлхайнц (86) — австрийский актёр[24].
- Вишневский, Кирилл Дмитриевич (91) — советский и российский литературовед, доктор филологических наук (1975), профессор (1977)[25].
- Кульчицкий, Сергей Петрович (50) — советский и украинский военный деятель, начальник управления боевой и специальной подготовки Национальной гвардии Украины, генерал-майор, Герой Украины (2014, посмертно); крушение вертолёта в ходе Российско-украинской войны[26].
- Лопатников, Леонид Исидорович (91) — советский и российский экономист и журналист, ведущий научный сотрудник Института экономической политики им. Е. Т. Гайдара[27].
- Норман, Ян (75) — австралийский предприниматель, сооснователь Harvey Norman[28].
- Таранов, Георгий Александрович (59) — российский певец, лауреат международных конкурсов вокалистов[29].
- Хомяков, Борис Иванович (64) — российский специалист в сфере систем безопасности, разработчик приборов и систем пожарной и охранной сигнализации, один из учредителей Ассоциации индустрии безопасности[30].

## 28 мая

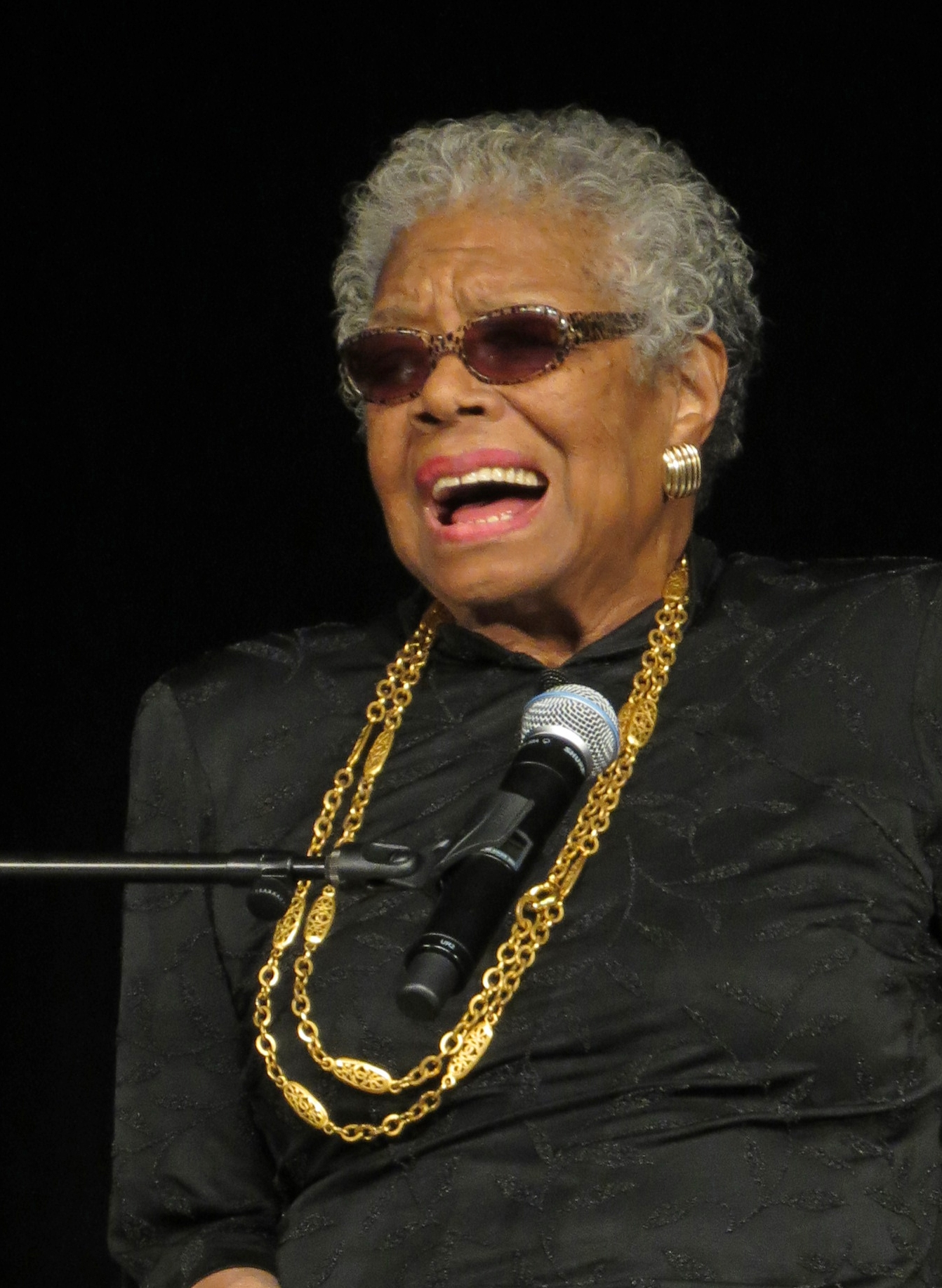
Майя Энджелоу

- Балашов, Алексей Иванович (77) — советский и российский спортсмен, мастер спорта по лёгкой атлетике и лыжным гонкам, неоднократный участник и победитель сверхмарафонских забегов[31].
- Бернар, Пьер (82) — французский футбольный вратарь («Сент-Этьен»), двукратный чемпион Франции по футболу (1964, 1967)[32].
- Глейзер, Малкольм (86) — американский бизнесмен, владелец «Манчестер Юнайтед»[33].
- Дистель, Оскар (101) — американский издатель, пионер издания книг в мягкой обложке[34].
- Краудер, Стэн (78) — английский футболист («Астон Вилла»), обладатель Кубка Англии (1957)[35].
- Ленкова, Антонина Мироновна (88) — писатель, журналист. Член Союза журналистов СССР.
- Кунгван, Исаак[англ.] (43) — южноафриканский футболист и телеведущий[36].
- Пигознис, Язепс (79) — латвийский художник, кавалер ордена Трёх звёзд (2011)[37].
- Пирон, Мордехай (92) — главный военный раввин Израиля (1969—1980)[38].
- Плетнёв, Александр Борисович (50) — российский театральный деятель, главный режиссёр Калужского областного драматического театра (с 1997 года), заслуженный деятель искусств Российской Федерации (2011)[39].
- Суворов, Николай Иванович (92) — водитель лесовоза Гроновского лесоучастка, Герой Социалистического Труда (1971), участник Великой Отечественной войны [источник не указан 3077 дней].
- Троицкий, Николай Алексеевич (82) — советский и российский историк, доктор исторических наук (1971), профессор[40].
- Азлан Мухибуддин Шах (86) — правящий султан Перака (с 1985 года), король Малайзии (1989—1994)[41].
- Фудзита, Масатакэ (77) — японский айкидока, инструктор Айкидо Айкикай в Хомбу Додзё[42].
- Хубрегс, Боб (82) — канадский профессиональный баскетболист, выступавший за клуб НБА «Детройт Пистонс» (1954—1958)[43].
- Майя Энджелоу (86) — американская писательница и поэтесса[44].

## 27 мая

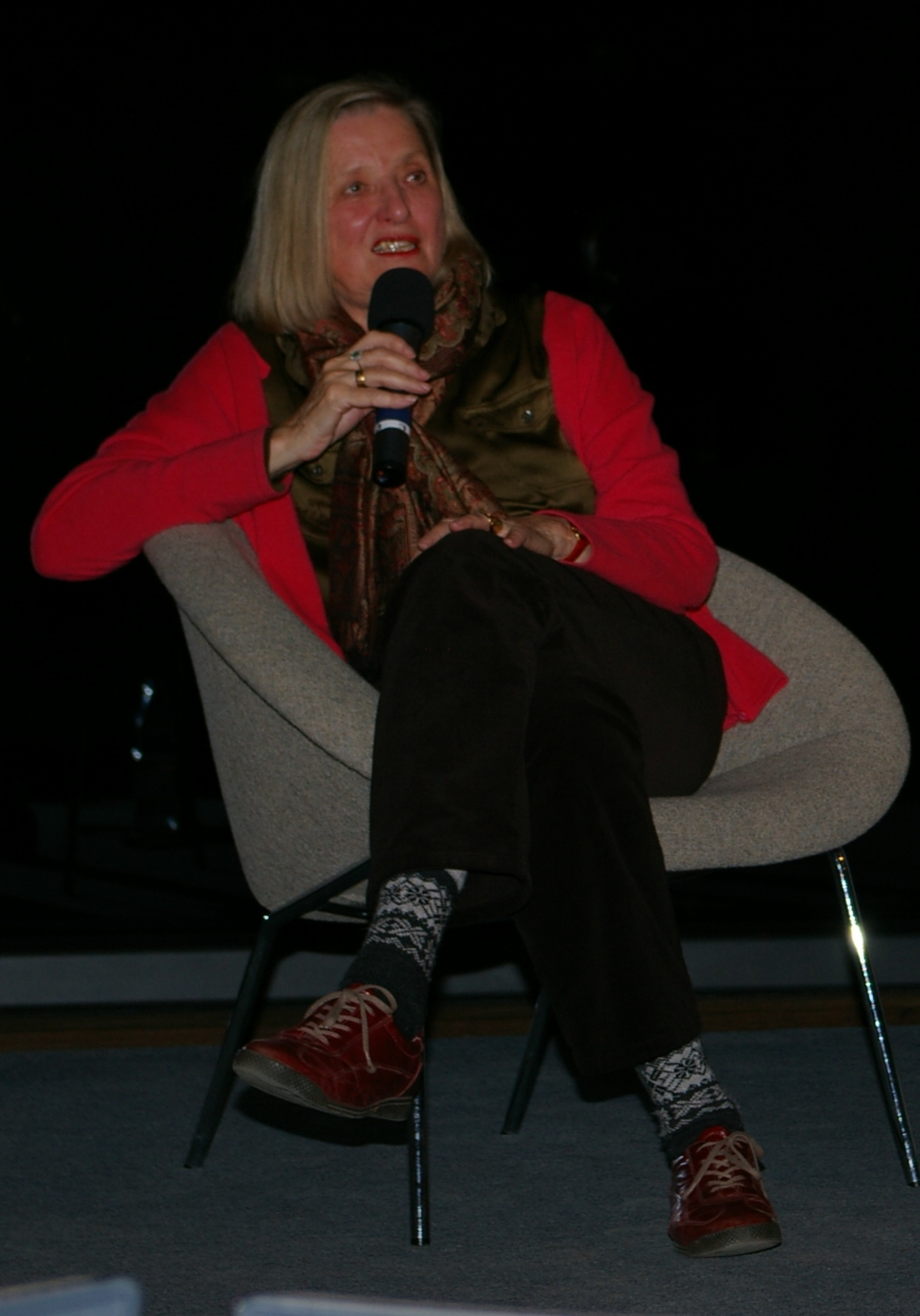
Хельма Сандерс-Брамс

- Баччи, Джанкарло[итал.] (82) — итальянский футболист[45].
- Виньелли, Массимо (83) — итальянский дизайнер[46].
- Домокош, Петер (78) — венгерский учёный-филолог, исследователь литературы финно-угорских народов, профессор Будапештского университета, заслуженный деятель науки Удмуртской Республики[47].
- Песков, Сергей Николаевич (66) — российский дипломат, Чрезвычайный и Полномочный Посол России в Пакистане и Омане[48].
- Портер, Роберт (90) — североирландский политик, министр внутренних дел (1969—1970)[49].
- Сандерс-Брамс, Хельма (73) — немецкий режиссёр и сценарист («Германия, бледная мать»), лауреат Кретейского женского кинофестиваля (1980)[50].
- Стайнберг, Роберт (91) — канадский и американский математик, известный работами в области теории представлений[51].
- Флаверс, Рут (74) — британский диджей[52].
- Чухлебов, Пётр Георгиевич (71) — советский и российский поэт, журналист[53].
- Шипук, Павел Владимирович (65) — белорусский государственный деятель, председатель Совета Республики Национального собрания Республики Беларусь (1997—2000) (о смерти сообщено в этот день)[54].

## 26 мая
- Василий Мар Фома Дидимос I (92) — индийский священнослужитель, глава Индийской автокефальной маланкарской церкви (с 2005 года)[55].
- Зимилис, Михаил Моисеевич (70) — советский и молдавский спортивный акробат и тренер, заслуженный тренер Молдавской ССР (о смерти стало известно в этот день)[56].
- Леонов, Николай Александрович (31) — украинский кикбоксер, чемпион мира (2007); погиб в бою[57].
- Ма Ваньци (94) — бизнесмен и политик Макао, депутат Всекитайского собрания народных представителей 6—7 созывов[58].
- Пенчева, Станка (84) — болгарская поэтесса[59].
- Урибе, Мануэль (48) — один из самых тяжёлых людей за всю историю медицины (587 кг)[60].
- Эльгисер, Иосиф Моисеевич (84) — украинский композитор, педагог и пианист, заслуженный деятель искусств Украины (2004), лауреат золотой медали ЮНЕСКО и звания «Золотое имя мировой культуры» (1999)[61].

## 25 мая

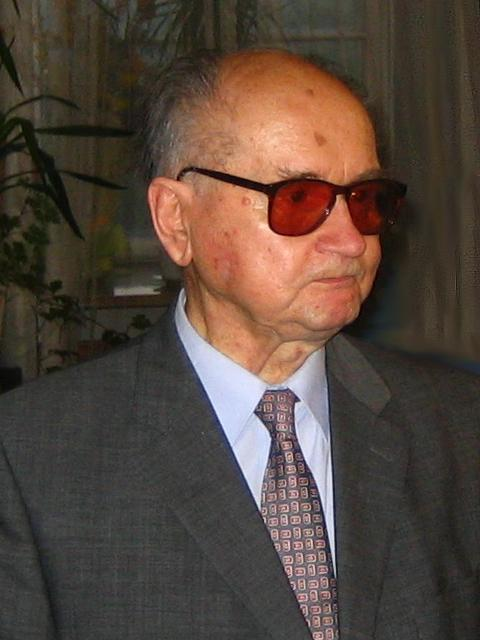
Войцех Ярузельский

- Абдрахманов, Нурак (66) — киргизский комузист, заслуженный артист Кыргызстана (1989)[62].
- Бергельсон, Лев Давидович (95) — советский и израильский биохимик, член-корреспондент АН СССР (РАН, 1968), лауреат Государственной премии СССР в области науки и техники (1985)[63].
- Данильчук, Валерий Иванович (72) — советский и российский учёный и общественный деятель, доктор педагогических наук, профессор, ректор Волгоградского педагогического университета (1987—2007)[64].
- Данфилд, Питер (82) — канадский фигурист и тренер, тренер Элизбет Мэнли, Юка Сато, Скотта Аллена[65].
- Джеффрис, Херб (100) — американский актёр[66].
- Лаути, Тоарипи (85) — государственный деятель Тувалу, главный министр и премьер-министр (1975—1981), генерал-губернатор Тувалу (1990—1993)[67].
- Мухаммад, Мэтью Саад (59) — американский боксёр, чемпион мира по версии WBC в полутяжёлом весе (1979—1981)[68].
- Назаров, Юрий Николаевич (77) — советский и российский театральный художник и живописец, заслуженный работник культуры РСФСР (1983)[69].
- Перосо, Джонни (29) — венесуэльский футболист; убийство[70]
- Сезар Сантос, Вашингтон[англ.] (54) — бразильский футболист, игрок основной и Олимпийской сборной Бразилии (1987)[71].
- Симмонс, Малкольм (68) — британский мотогонщик-спидвеист, трёхкратный победитель командного чемпионата мира по спидвею (1974, 1975. 1977), трёхкратный победитель чемпионата мира по спидвею среди пар (1976, 1977, 1978)[72].
- Чельцов, Борис Фёдорович (67) — российский военачальник, начальник Главного штаба ВВС РФ — первый заместитель Главнокомандующего ВВС РФ (2000—2007), генерал-полковник в отставке[73].
- Чепелев, Владимир Николаевич (59) — советский и украинский архитектор, автор жилых сооружений и памятников в Одессе[74].
- Ярузельский, Войцех Витольд (90) — польский военный и государственный деятель, президент Польши (1989—1990)[75].

## 24 мая
- Аликберов, Виталий Мурсалович (69) — украинский художник, заслуженный художник Украины, лауреат премии Вернадского[76].
- Кордовес Зегерс, Диего (78) — эквадорский дипломат и государственный деятель, министр иностранных дел Эквадора (1988—1992)[77].
- Миронов, Андрей Николаевич (60) — советский диссидент и политзаключённый, российский журналист и правозащитник; убийство[78].
- Пибулсонгграм, Нитья (72) — таиландский дипломат и государственный деятель, министр иностранных дел Таиланда (2006—2008)[79].
- Роккелли, Андреа (30) — итальянский журналист, фотокорреспондент и один из основателей агентства Cesura; убийство[80].
- Смолярова, Александра Захаровна (88) — украинская актриса, народная артистка Украинской ССР (1980), лауреат Государственной премии УССР имени Т. Г. Шевченко (1983)[81].
- Таран, Юрий Павлович (55) — российский аэронавт, президент Федерации воздухоплавания России (2006—2011), чемпион России, главный тренер сборной России по воздухоплавательному спорту[82].
- Тоболкин, Зот Корнилович (79) — советский и российский писатель, заслуженный работник культуры России, лауреат премии Ленинского комсомола[83].

## 23 мая

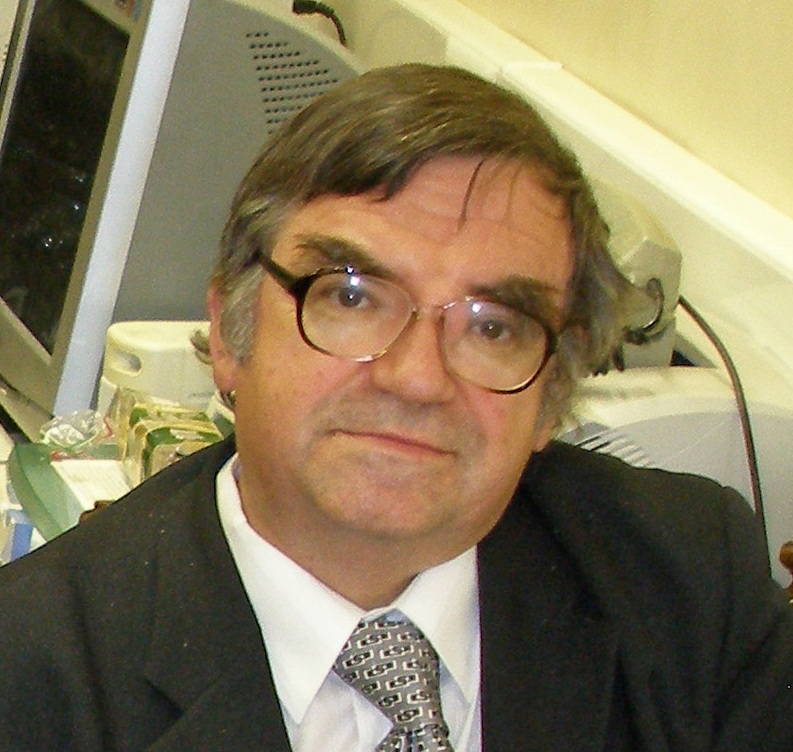
Михаил Алексеев

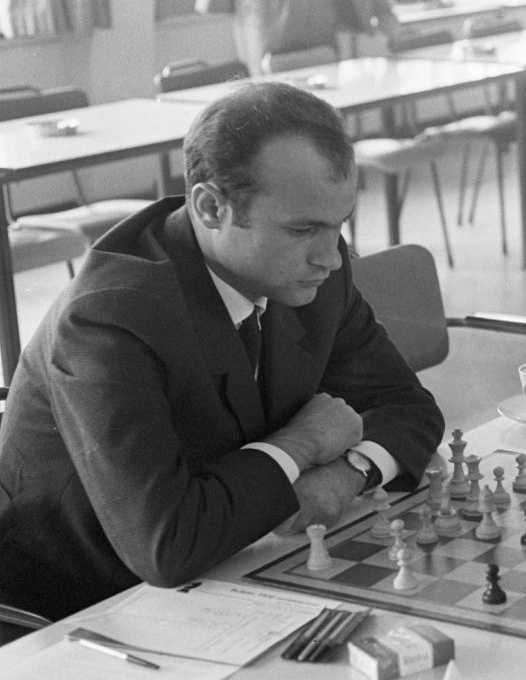
Драголюб Велимирович

- Алексеев, Михаил Егорович (64) — российский лингвист, кавказовед, заместитель директора Института языкознания РАН[84].
- Берхамов, Астемир Мусович (24) — руководитель экстремистской группировки Джамаат «Ярмук», убит в ходе антитеррористической операции[85].
- Камарго, Жоэл (67) — бразильский футболист, чемпион мира (1970)[86].
- Дэвис, Винс (59) — американский актёр[87][87].
- Киракосян, Алисия Гургеновна (77) — аргентинская поэтесса армянского происхождения, почётный председатель Союза испанопишущих писателей США[88].
- Маккормак, Джон (79) — шотландский боксёр средней весовой категории, бронзовый призёр летних Олимпийских игр в Мельбурне (1956)[89].
- Овсянников, Лев Васильевич (95) — советский и российский математик и механик, академик РАН[90].
- Пастухов, Николай Исакович (91) — советский и российский актёр театра и кино, народный артист РСФСР (1977)[91].
- Фриман, Мона (87) — американская актриса[92].
- Хашиг, Николай Чифович (82) — абхазский писатель, заслуженный работник культуры Республики Абхазия[93].
- Шогин, Николай Степанович (88) — советский футболист и хоккеист, серебряный призёр чемпионата СССР по хоккею с мячом (1953), советский и российский тренер, заслуженный тренер России[94].

## 22 мая

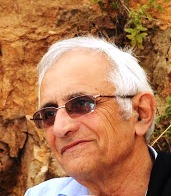
Ури Элицур

- Акшех, Фарид (93) — иорданский политик, министр социального развития и труда (1967), министр здравоохранения (1972—1973)[95].
- Бустаманте, Серхио (79) — мексиканский актёр[96][97].
- Велимирович, Драголюб (72) — сербский, ранее югославский, шахматист, гроссмейстер (1973) и по решению задач и этюдов (1984)[98].
- Ветров, Виктор Николаевич (76) — белорусский строитель и хозяйственный деятель, министр архитектуры и строительства Республики Беларусь (1997—1999), заслуженный строитель БССР (1985)[99].
- Воринже, Бернар (82) — французский актёр («Три мушкетёра») (роль Портоса)[100].
- Вигано, Паоло (64) — итальянский футболист («Ювентус», «Рома», «Палермо»)[101]
- Гедёвари, Имре (62) — венгерский фехтовальщик-шпажист, чемпион летних Олимпийских игр в Сеуле (1988), двукратный призёр летних Олимпийских игр в Москве (1980)[102].
- Ерусалимский, Михаил Александрович (68) — советский и российский авиационный специалист, генеральный директор ФГУП «Авиапромсервис» (с 2006 года)[103].
- Кононова, Елена Викторовна (44) — советская и российская футболистка, двукратная чемпионка России (1996, 2001)[104].
- Коулз, Мэттью (69) — американский актёр[105]
- Манелли, Маурицио (84) — итальянский ватерполист, бронзовый призёр летних Олимпийских игр в Хельсинки (1952)[106].
- Олифер, Борис Алексеевич (76) — российский и белорусский кинооператор, заслуженный деятель искусств Белорусской ССР (1981), лауреат Государственной премии БССР (1974)[107] Архивная копия от 25 мая 2014 на Wayback Machine.
- Элицур, Ури (68) — израильский журналист, политический и общественный деятель, заместитель главного редактора газеты «Макор ришон» (с 2006 года), ранее — главный редактор журнала «Некуда», начальник канцелярии премьер-министра (1998—1999), лауреат Премии имени Соколова (2008), сын писательницы Ривки Элицур[108].

## 21 мая
- Ильина, Ольга Алексеевна (76) — советская и украинская актриса Черновицкого музыкально-драматического театра им. Ольги Кобылянской (с 1959 года) и кино, режиссёр, народная артистка Украины (1998)[109].
- Лусинчи, Хайме (89) — венесуэльский государственный деятель, президент Венесуэлы (1984—1989)[110]
- Пастор, Элен (77) — самая богатая женщина Монако; огнестрельные ранения[111].
- Садыкова, Турахан (71) — казахстанская актриса Казахского государственного академического театр драмы им. М. О. Ауэзова и кино, лауреат национальной кинематографической премии «Кулагер» (2009)[112].
- Солеймани, Алиреза (58) — иранский борец, победитель первенства мира по борьбе в Мортиньи (1989)[113].
- Филгейрас, Жуан[порт.] (82) — бразильский архитектор[114].
- Цибизов, Алексей Фёдорович (85) — советский и российский композитор, автор более 400 песен, заслуженный работник культуры РСФСР (1987)[115].

## 20 мая

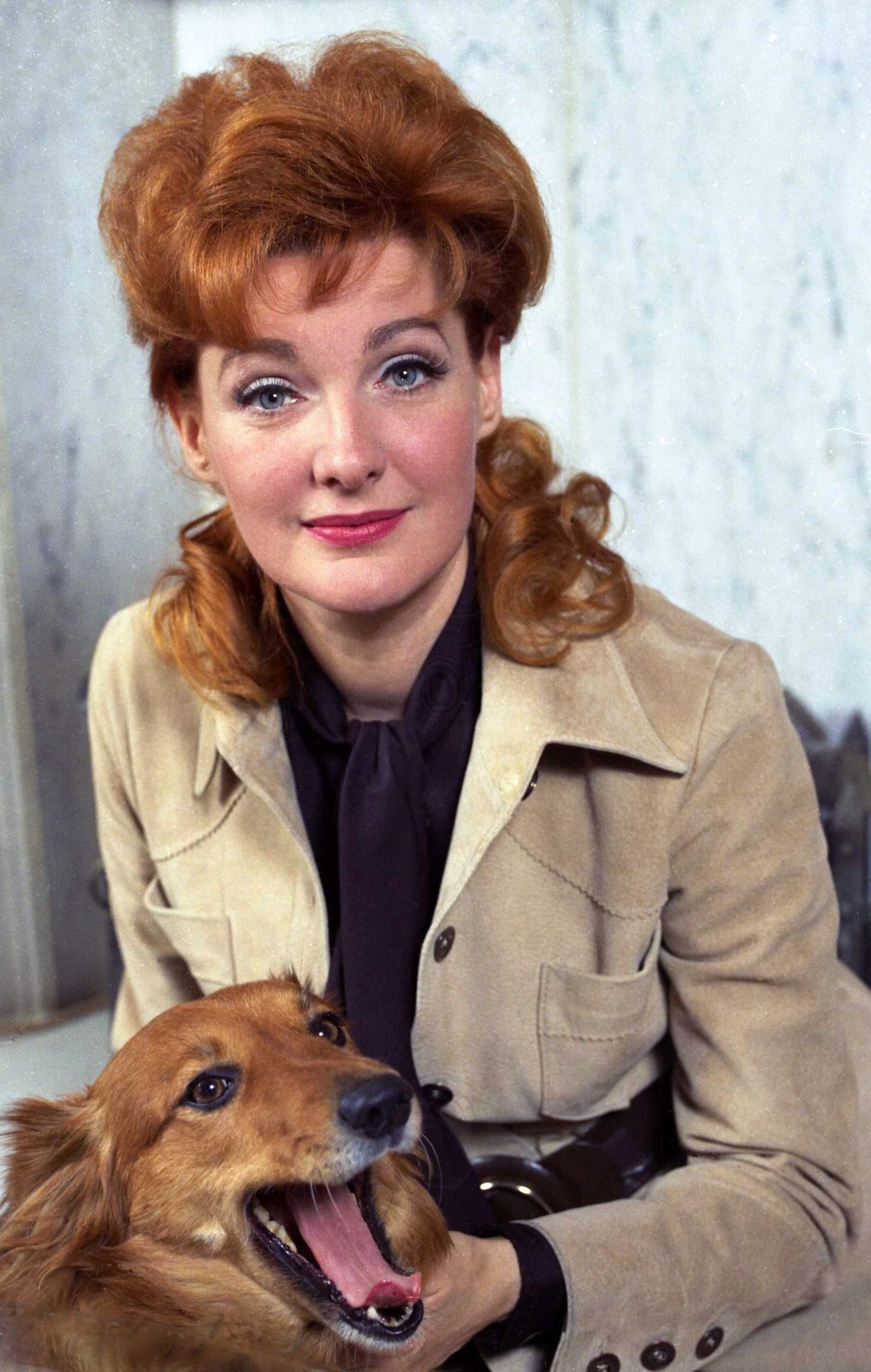
Барбара Мюррей

- Белл, Терри (69) — британский футболист[116].
- Бем, Сандра (69) — американский психолог, автор полоролевого опросника Бем[117].
- Гулиев, Нариман Ага-Кулы оглы (87) — советский и азербайджанский физик-ядерщик, действительный член Национальной академии наук Азербайджана (1983)[118].
- Доминик, Тадеуш (86) — польский художник-график и керамист[119].
- Живетьева, Любовь Петровна (72) — зоотехник госплемзавода «Первомайский» Татарского района Новосибирской области, Герой Социалистического Труда (1990)[120].
- Левенштайн, Руперт (80) — баварский банкир, главный финансовый менеджер рок-группы The Rolling Stones (1970—2007)[121].
- Мюррей, Барбара (84) — британская актриса[122].
- Салимов, Байрам Наврузбекович (85) — советский и российский поэт, прозаик и драматург, народный поэт Республики Дагестан (1999)[123].
- Чмыхало, Борис Анатольевич (63) — советский и российский учёный-филолог, доктор филологических наук, проректор Красноярского государственного педагогического университета им. В. П. Астафьева (1998—2003), сын писателя Анатолия Чмыхало[124].

## 19 мая

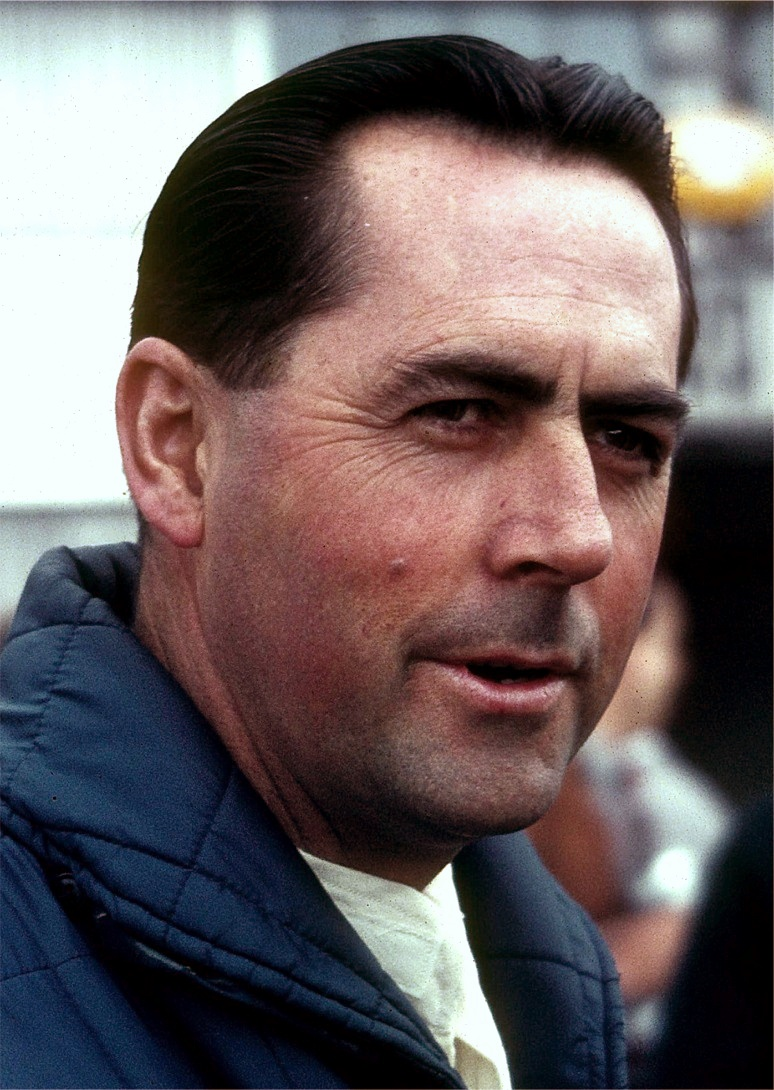
Джек Брэбем

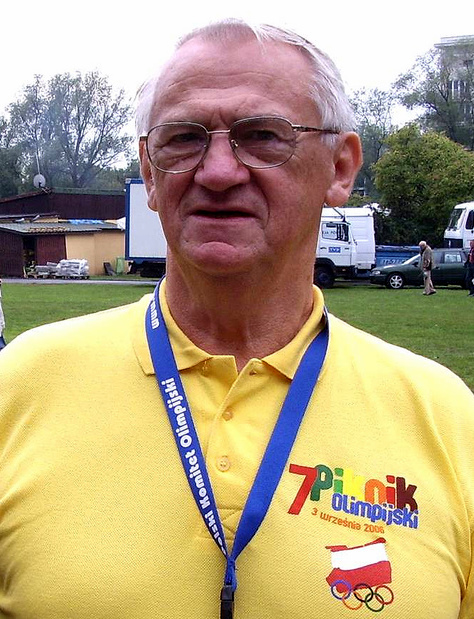
Збигнев Петшиковский

- Авлошенко, Вадим Сергеевич (73) — советский, украинский и российский кинооператор и сценарист[125].
- Брэбем, Джек (88) — австралийский автогонщик, трёхкратный чемпион «Формулы-1»[126].
- Гришаев, Василий Васильевич (78) — российский и советский историк, государственный деятель, доктор исторических наук, профессор[127].
- Деккер, Франц Пауль (90) — немецкий дирижёр[128].
- Джамалханов, Зайнди Джамалханович (92) — чеченский филолог, педагог, поэт, переводчик[129].
- Джейс, Эйприл (40) — американская бегунья[130].
- Кисёв, Венцислав (67) — болгарский актёр («Карл Маркс. Молодые годы»), лауреат Ленинской премии (1980) (информация на сайте Кино-театр.ру).
- Куртин, Питер (70) — австралийский актёр[131][132].
- Петшиковский, Збигнев (79) — польский боксёр, серебряный (1960) и бронзовый (1956, 1964) призёр Олимпийских игр, четырёхкратный чемпион Европы (1955, 1957, 1959, 1963)[133].
- Потапов, Николай Фёдорович (83) — советский и российский тяжелоатлет и тренер, заслуженный тренер РСФСР, судья международной категории, второй тренер сборной СССР по тяжёлой атлетике на летних Олимпийских играх в Москве (1980)[134].
- Шурна, Антанас (74) — литовский актёр театра и кино, заслуженный артист Литовской ССР (1975), лауреат Национальной премии Литвы в области культуры и искусства (2012)[135].

## 18 мая

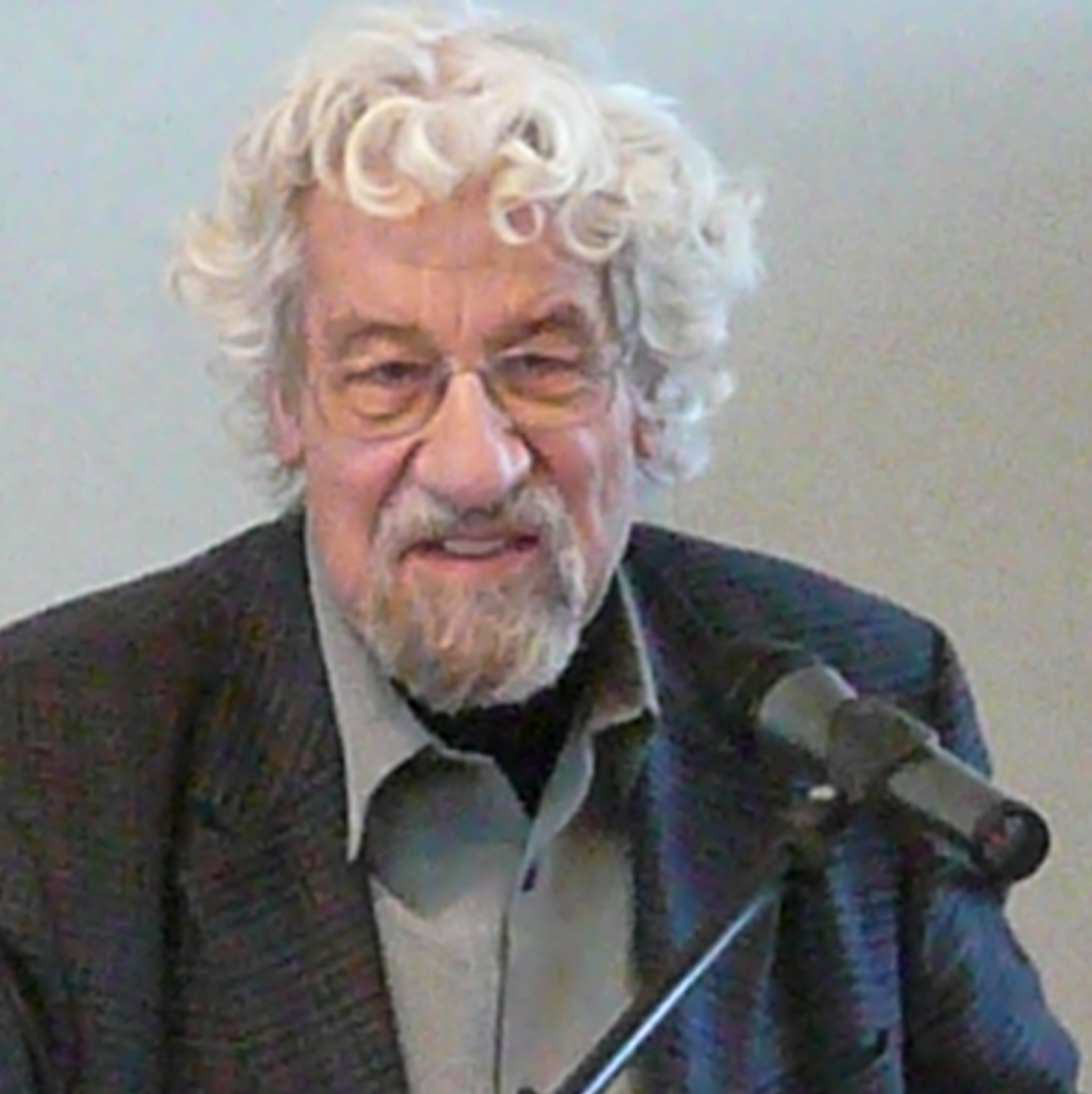
Ханс-Петер Дюрр

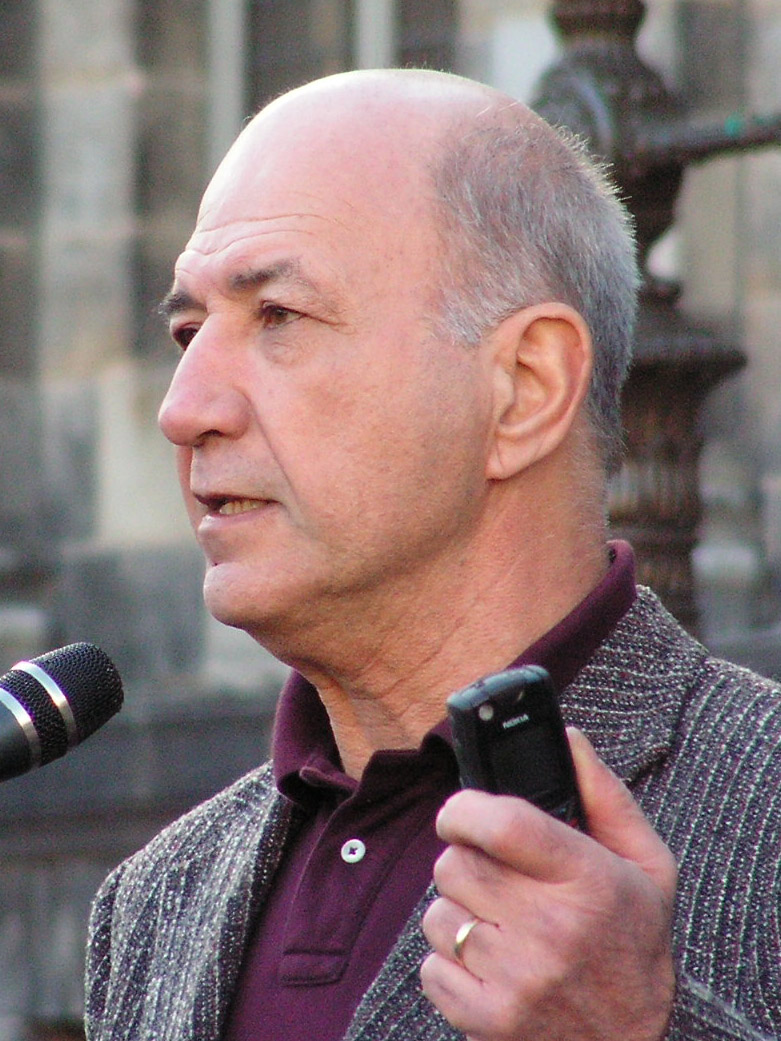
Вюббо Оккелс

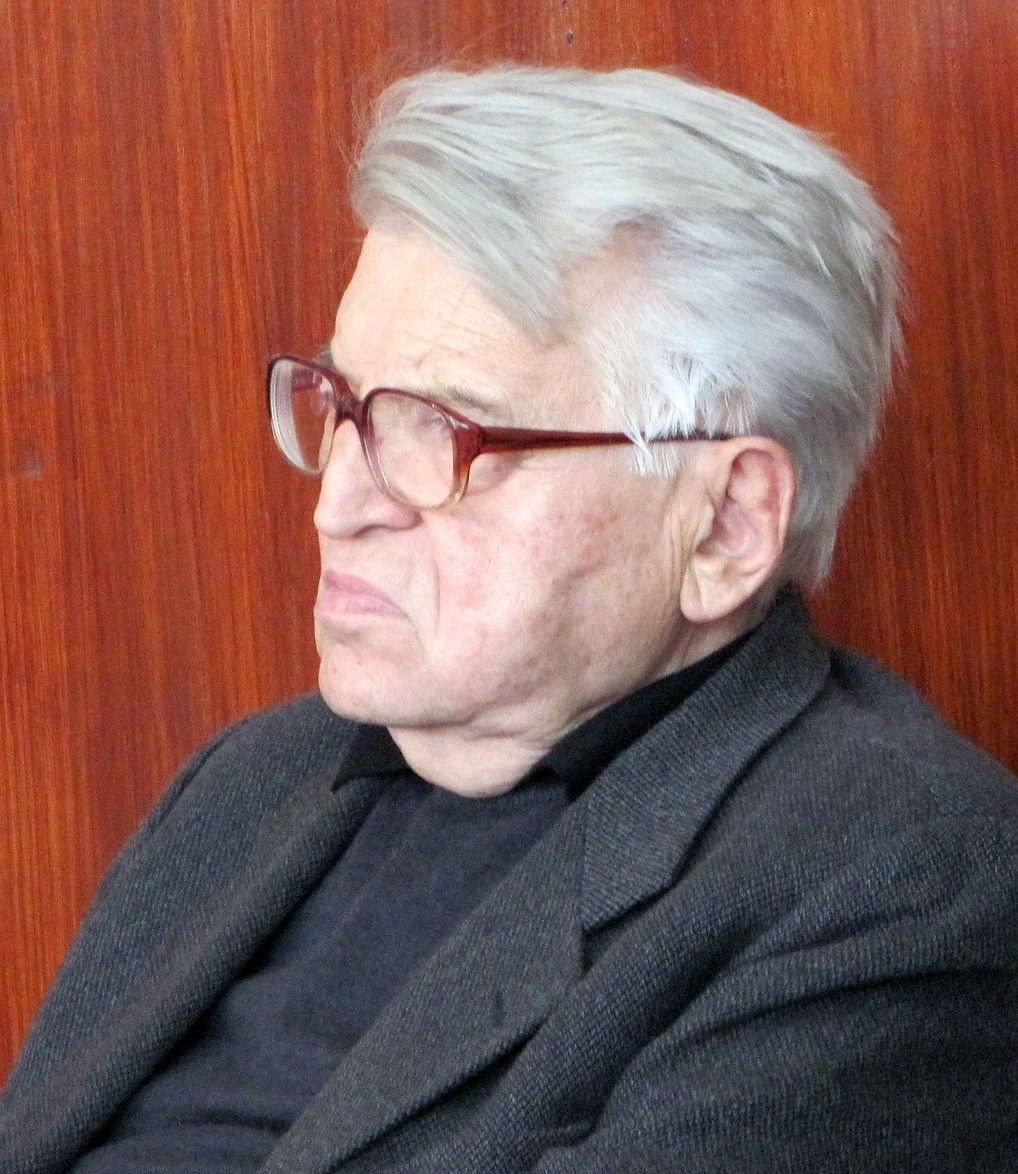
Добрица Чосич

- Ангелопулос, Ликург (72) — греческий музыкант (хормейстер, певчий), музыковед и преподаватель[136].
- Варини, Карло[фр.] (67) — французский оператор[137].
- Джерри Вейл (83) — американский джазовый певец и актёр[138].
- Вотяков, Вениамин Иосифович (92) — советский вирусолог, академик АМН СССР (1978), академик РАМН (1991), академик Национальной академии наук Беларуси (1995)[139].
- Дурян, Лин (80) — французская оперная певица (колоратурное меццо-сопрано) армянского происхождения[140].
- Дюрр, Ханс-Петер (84) — немецкий физик и общественный деятель, лауреат премии «За правильный образ жизни»[141].
- Оккелс, Вюббо Йоханнес (68) — нидерландский физик, астронавт Европейского космического агентства[142].
- Поперечный, Анатолий Григорьевич (79) — советский и российский поэт-песенник, неоднократный лауреат телевизионных фестивалей «Песня года»[143].

.
- Скворцов, Владислав Васильевич (48) — российский политик, вице-губернатор Камчатской области (2001—2004), мэр Петропавловска-Камчатского (2004—2011); пожар[145].
- Уиллис, Гордон (82) — американский кинооператор (трилогия «Крёстный отец»), обладатель почётной премии «Оскар» (2010)[146].
- Филипп-Жерар[фр.] (89) — французский композитор («Побег»)[147].
- Чосич, Добрица (92) — сербский писатель и политик, первый президент Союзной Республики Югославии (1992—1993)[148].

## 17 мая

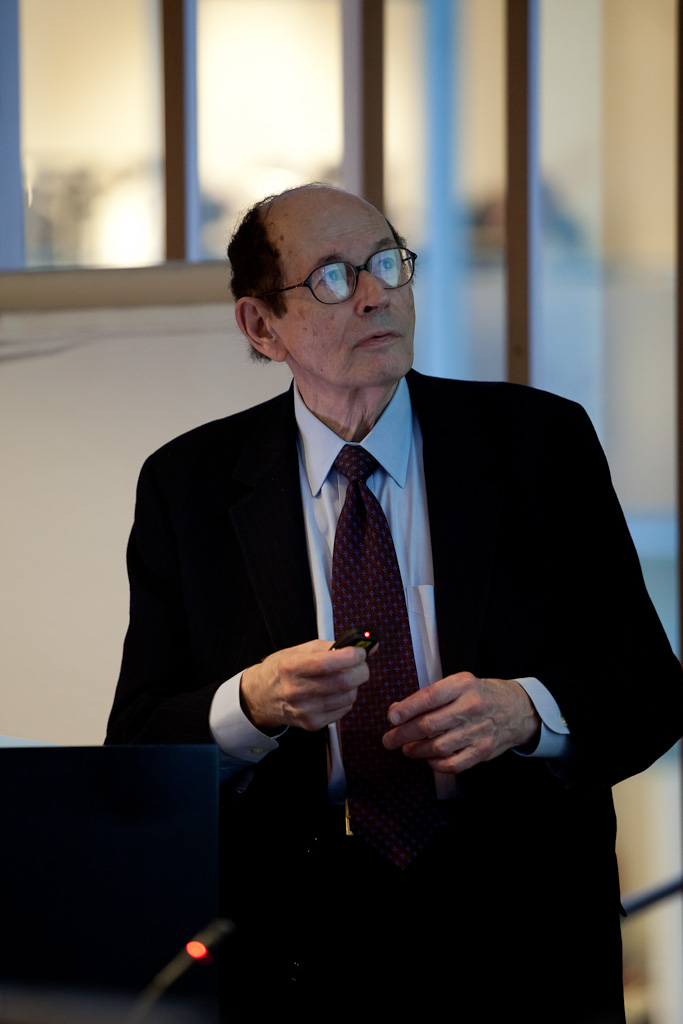
Джералд Эдельман

- Варов, Владимир Константинович (67) — российский государственный деятель, заместитель и первый заместитель Министра труда и социального развития России (1993—2004), народный депутат РСФСР[149].
- Матвеев, Валерий Евгеньевич (57) — советский и российский актёр Большого драматического театра им. Г. А. Товстоногова (с 1977 года) и кино[150].
- Махалат, Сукан (59) — лаосский политик, министр финансов (2001—2006), губернатор провинции Вьентьян; авиакатастрофа[151].
- Поллату, Анна (30) — греческая спортсменка, бронзовый призёр Олимпийских игр в Сиднее (2000) по художественной гимнастике; ДТП[152].
- Пхичит, Дуангчай (70) — лаосский политик, вице-премьер, министр национальной обороны (с 2001); авиакатастрофа[153].
- Сенгапхон, Тхонгбан (61) — лаосский политик, министр общественной безопасности (с 2005); авиакатастрофа[151].
- Славин, Марк Моисеевич (91) — советский и российский юрист, кандидат юридических наук, доцент, ведущий научный сотрудник сектора теории конституционного права Института государства и права РАН, руководитель редакционного отдела этого же института[154].
- Эббот, Дэвид (76) — британский предприниматель, один из основателей и совладельцев рекламного агентства Abbott Mead Vickers BBDO[155].
- Эдельман, Джералд (84) — американский иммунолог и нейрофизиолог, лауреат Нобелевской премии по физиологии и медицине (1972)[156].

## 16 мая
- Арцибашев, Александр Николаевич (64) — российский писатель[157].
- Василий (Колокас) (61) — епископ Константинопольской православной церкви и Элладской православной церкви, митрополит Элассонский, ипертим и экзарх Олимпии (1995—2014)[158].
- Гюзелев, Никола Николаев (77) — болгарский оперный певец (бас)[159].
- Дерзинян, Генрих Генрихович (53) — заслуженный работник туризма Республики Адыгея, автор и организатор бардовских фестивалей «Первоцвет» и «Азиш-Тау»[160].
- Езерская, Элеонора Аркадиевна (67) — белорусская теле- и радиоведущая, актриса (о смерти объявлено в этот день)[161].
- Картавцева, Мария Игнатьевна (84) — советский и российский педагог, народный учитель СССР[162].
- Патриков, Янчо (70) — болгарский борец и тренер, серебряный призёр чемпионата Европы в Стамбуле (1967) в вольной борьбе[163].
- Прытов, Александр Алексеевич (49) — советский биатлонист, многократный чемпион и призёр первенств СССР по биатлону[164].
- Разин, Фёдор Георгиевич (86) — российский живописец, заслуженный художник России[165].
- Суходрев, Виктор Михайлович (81) — советский и российский дипломат, личный переводчик советских партийно-государственных руководителей Никиты Хрущёва и Леонида Брежнева, лауреат Национальной премии «Переводчик года» (2012)[166].

## 15 мая

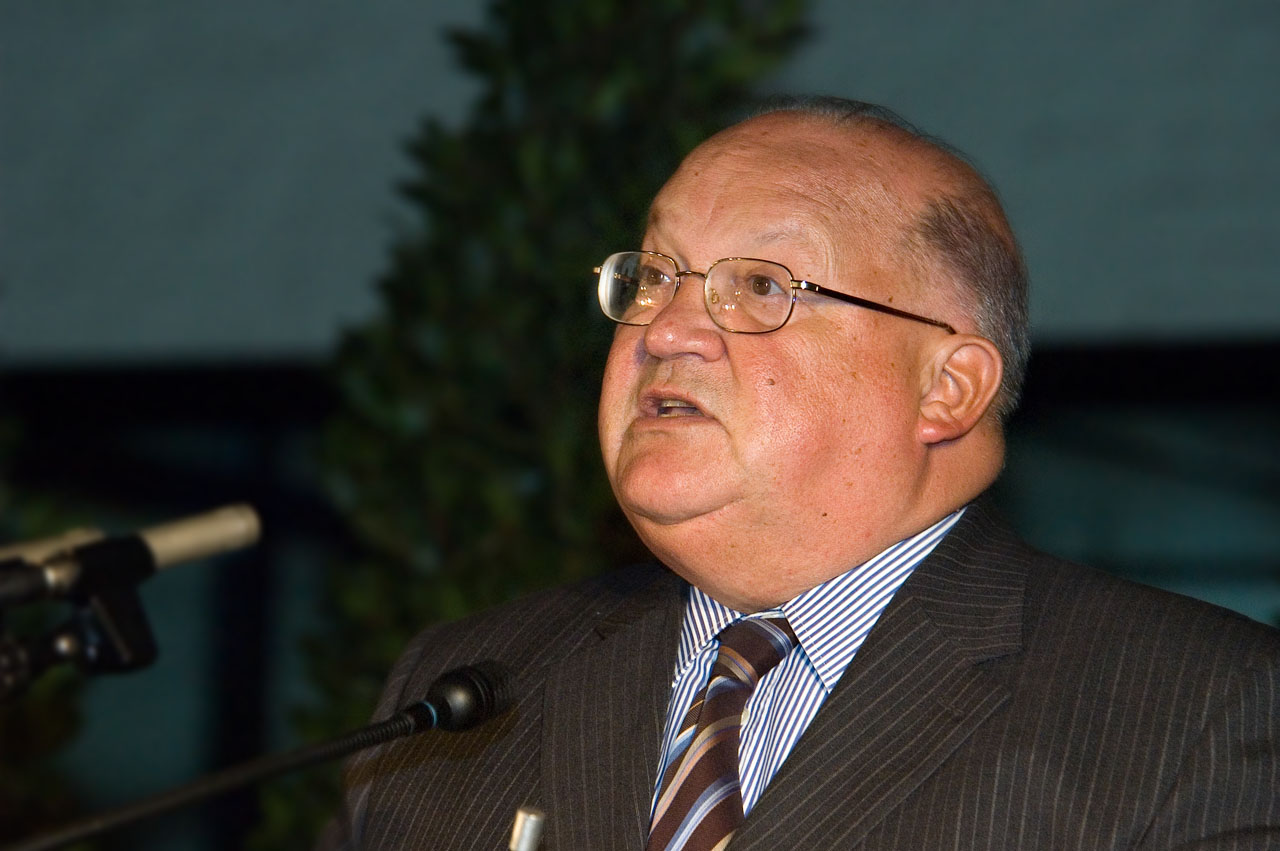
Жан-Люк Дехане

- Агапов, Виталий Иванович (87) — советский дипломат, Чрезвычайный и Полномочный Посол СССР в Народной Республике Бенин (1979—1985)[167].
- Васильев, Ерофей Корнеевич (70) — советский и российский актёр, солист-вокалист Иркутского театра музыкальной комедии, заслуженный артист РСФСР[168].
- Дехане, Жан-Люк (73) — бельгийский государственный деятель и спортивный функционер, председатель следственной палаты Инстанции УЕФА по финансовому контролю клубов (ИФКК) (с 2012 года), премьер-министр Бельгии (1992—1999)[169].
- Жуков, Виктор Николаевич (63) — советский и российский хоккейный тренер, заслуженный тренер России[170].
- Ливанов, Виктор Владимирович (70) — советский и российский авиаконструктор, генеральный директор — генеральный конструктор авиационного комплекса имени С. В. Ильюшина (с 2006 года), лауреат Государственной премии Российской Федерации за 2000 год в области науки и техники, отец министра образования и науки Российской Федерации Дмитрия Ливанова[171].
- Судзуки, Норифуми (80) — японский режиссёр и сценарист[172][173].

## 14 мая
- Антонов, Виктор Васильевич (75) — советский и российский историк, искусствовед и общественный деятель[174].
- Большаков, Алексей Алексеевич (92) — советский и российский живописец, заслуженный художник Российской Федерации (1998)[175].
- Саттон, Стивен (19) — британский активист и блогер, известный благотворительной деятельностью и помощью подросткам, больным раком; рак кишечника[176].

## 13 мая

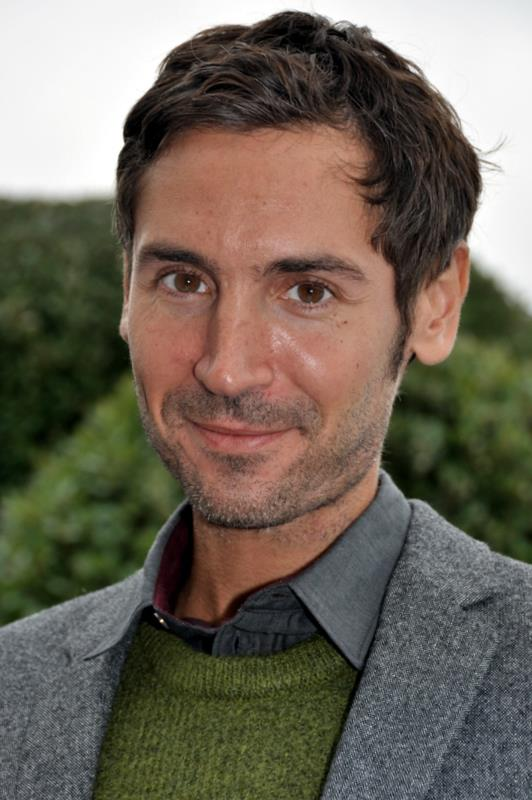
Малик Бенджеллуль

- Армстронг, Дэвид (87) — австралийский философ[177].
- Беледин, Юрий Михайлович (79) — советский и российский писатель и журналист[178].
- Бенджеллуль, Малик (36) — шведский кинорежиссёр, лауреат премий «Оскар» и BAFTA (2013); самоубийство[179].
- Вильянуэва, Энтони (69) — филиппинский боксёр, серебряный призёр Олимпийских игр в Токио (1964)[180].
- Гальперин, Григорий Юльевич (94) — советский и российский балетмейстер, лауреат всесоюзных и международных конкурсов, заслуженный деятель искусств Кабардино-Балкарской АССР[181].
- Клотье, Жиль (85) — канадский физик, ректор Монреальского университета (1985—1993)[182].
- Писарев, Валерий Юрьевич (81) — советский и российский оперный певец (бас), солист Екатеринбургского государственного академического театра оперы и балета, профессор кафедры сольного пения Уральской государственной консерватории им. М. П. Мусоргского, заслуженный артист РСФСР (1980)[183].
- Селивёрстова, Валентина Михайловна (87) — советская спортсменка (парашютный спорт), заслуженный мастер спорта СССР (1954), трёхкратная чемпионка мира (1954, 1964, 1966) и 10-кратная чемпионка СССР[184].

## 12 мая

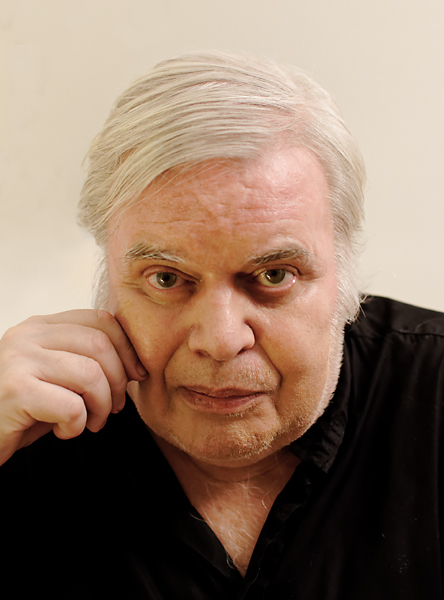
Ганс Рудольф Гигер

- Корнелл Борхерс (89) — немецкая актриса, лауреат премии BAFTA (1955)[185].
- Гавдзинский, Альбин Станиславович (90) — советский и украинский художник, народный художник Украины (2003)[186].
- Гигер, Ганс Рудольф (74) — швейцарский художник, представитель фантастического реализма, лауреат премии «Оскар» за лучшие визуальные эффекты (1980)[187].
- Григорян, Светлана Рубеновна (83) — советский и армянский театральный деятель, актриса Театра музыкальной комедии им. Акопа Пароняна (с 1949 года), народная артистка Армянской ССР (1987)[188].
- Конвит, Джакинто[англ.] (100) — венесуэльский врач и учёный, усовершенствовавший вакцины против лепры и лейшманиоза[189].
- Новик, Елена Сергеевна (72) — российский фольклорист и антрополог, доктор филологических наук, ведущий научный сотрудник Центра типологии и семиотики фольклора Российского государственного гуманитарного университета, фактический создатель визуальной антропологии в России[190].
- Самбрано, Лоренсо (70) — мексиканский бизнесмен, генеральный директор Cemex (1985—2014), превративший региональную компанию в третьего крупнейшего производителя цемента на планете[191] Архивная копия от 24 сентября 2015 на Wayback Machine.
- Орос, Пал (80) — венгерский футболист, бронзовый призёр летних Олимпийских игр в Риме (1960)[192].
- Судхир[англ.] (70) — индийский актёр (более 100 фильмов)[193][194].
- Титов, Василий Михайлович (57) — советский и российский сотрудник органов государственной безопасности, начальник управления ФСБ по Белгородской области (2004—2012), генерал-майор[195].
- Че, Марко (88) — итальянский кардинал, Патриарх Венеции (1978—2002)[196].

## 11 мая

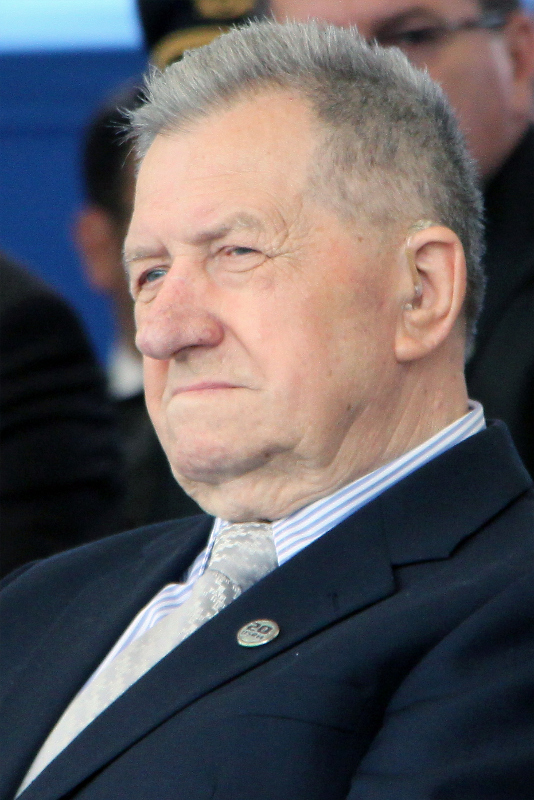
Мартин Шпегель

- Бон, Марсель (85) — французский ботаник и миколог[197].
- Галиарди, Эд (62) — американский бас-гитарист (Foreigner)[198].
- Лепаж, Камиль (26) — французская журналистка, фотокорреспондент агентства Рейтер в Центральноафриканской Республике; убийство[199].
- Магрудер, Джеб Стюарт (79) — помощник президента США Ричарда Никсона, ключевая фигура Уотергейтского скандала[200].
- Наринян, Римма Анатольевна (77) — советский художник-постановщик[201].
- Погонат, Маргарета[рум.] (81) — румынская актриса театра и кино; рак[202].
- Радун, Вадим Иосифович (73) — советский и российский театральный деятель, главный режиссёр Псковского академического театра драмы им. А. С. Пушкина (1985—2005), народный артист Российской Федерации (1997)[203].
- Собрино, Франсиско (82) — испанский скульптор[204].
- Фримен, Коринн (87) — американский политик, мэр Сент-Питерсберга (Флорида) (1977—1985)[205].
- Шпегель, Мартин (86) — хорватский военно-политический деятель, министр обороны Хорватии (1990—1991)[206].

## 10 мая

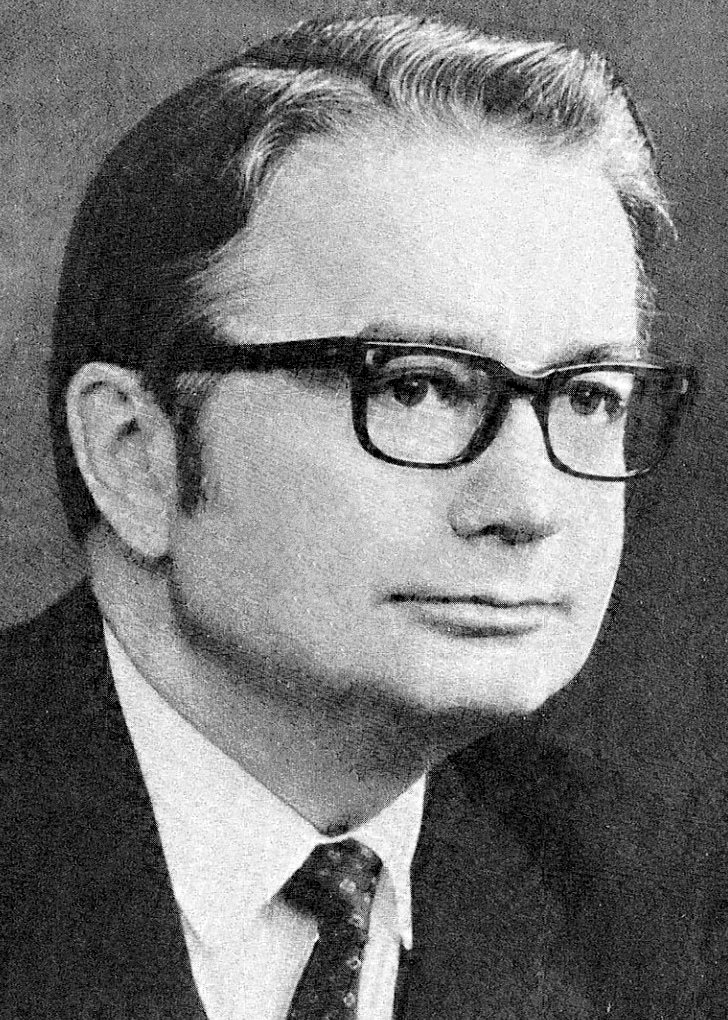
Патрик Луки

- Волков, Дмитрий Вадимович (26) — российский виолончелист, лауреат международных конкурсов[207].
- Ерохин, Виктор Фёдорович (74) — советский футболист, выступавший на позиции защитника, а также советский и российский футбольный тренер[208].
- Иваи, Наохиро (90) — японский композитор и аранжировщик[209].
- Кинсиго, Мари (67) — эстонская шахматистка, трёхкратная чемпионка Эстонии (1968, 1974, 1976)[210].
- Лебедев, Геннадий Фёдорович (73) — советский велогонщик, победитель Велогонки Мира 1965 года в личном и командном зачётах[211][нет в источнике].
- Луки, Патрик (96) — американский политик и дипломат, губернатор Висконсина (1971—1977), посол в Мексике[212].
- Нечуй-Ветер, Вадим Леонидович (49) — российский юрист, почётный адвокат России, главный редактор журнала «Реклама и Право» (2013—2014)[213].
- Попов, Борис Николаевич (76) — советский и украинский театральный деятель, актёр Днепродзержинского академического музыкально-драматического театра им. Леси Украинки (с 1980 года), заслуженный артист РСФСР (1978)[214].
- Попп, Андре[фр.] (90) — французский композитор и аранжировщик[215].
- Стюарт, Мэри (97) — английская романистка, известная прежде всего своей трилогией о Мерлине, лауреат Мифопоэтической премии (1971, 1974)[216].
- Тайлов, Георгий (99) — клирик Латвийской православной церкви, последний участник Псковской духовной миссии[217].
- Чарыев, Рашид Максунович (79) — советский и казахстанский тренер по лёгкой атлетике, заслуженный тренер СССР[218].
- Чижович, Джин[англ.] (78) — американский футболист и тренер украинского происхождения, тренер сборной США (1973), член Зала славы ассоциации футбольных тренеров США[англ.] (NSCAA) (2009)[219].
- Чулков, Борис Александрович (81) — советский и российский поэт, прозаик и переводчик, лауреат Царскосельской художественной премии (1999)[220].
- Чухнюк, Елена Мироновна (97) — бывшая старший машинист паровозной колонны, Герой Социалистического Труда (1943), почётный железнодорожник (1941)[221].

## 9 мая
- Аммосов, Иннокентий Иванович (42) — российский кинооператор, председатель правления Союза кинематографистов Республики Саха (Якутия) (2009—2013)[222].
- Бини, Джакомо (75) — 118-й генерал ордена францисканцев (1997—2003)[223].
- Савала, Хорхе (91) — вице-президент Эквадора (1968—1970)[224].
- Нисида, Мамору (85) — японский государственный деятель, министр внутренних дел Японии (1998—1999 и 2000)[225].
- Паттон, Мелвин (89) — американский легкоатлет, двукратный чемпион летних Олимпийских игр в Лондоне (1948)[226].
- Уайлдер, Джозеф Бенджамин[англ.] (92) — американский джазовый музыкант (труба)[227].
- Череватенко, Леонид Васильевич (75) — советский и украинский поэт и сценарист, лауреат Национальной премии Украины им. Тараса Шевченко (2002)[228].

## 8 мая

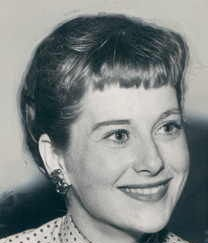
Нэнси Мэлоун

Александр Флярковский

- Загерт, Хорст (79) — немецкий художник, сценограф и иллюстратор[229].
- Кудравец, Анатолий Павлович (78) — советский и белорусский писатель, главный редактор издательства «Мастацкая литература[бел.]» (1972—1974) и журнала «Нёман» (1978—1997), лауреат Государственной премии им. Якуба Коласа (1986)[230] Архивная копия от 12 июня 2014 на Wayback Machine.
- Колин, Билл (91) — американский журналист и издатель, лауреат Пулитцеровской премии (1990)[231].
- Ламела, Яго (36) — испанский легкоатлет, неоднократный призёр чемпионатов мира и Европы в прыжках в длину[232].
- Лифшиц, Александр Львович (67) — начальник научно-теоретического отделения ОАО «НПК „Конструкторское бюро машиностроения“», один из создателей управляемого ракетного вооружения[233].
- Лонг, Беверли (81) — американская актриса («Бунтарь без причины»)[234].
- Любимов, Юрий Юрьевич (62) — российский топ-менеджер, писатель, вице-президент московского футбольного клуба «Динамо»[235].
- Митрофанов, Феликс Петрович (78) — советский и российский геолог, директор Геологического института КНЦ РАН (1986—2007), академик РАН (2000), лауреат Государственной премии Российской Федерации за 2011 год в области науки и технологий[236].
- Могучёв, Леонид Борисович (89) — советский и украинский художник-график [источник не указан 3069 дней].
- Мэлоун, Нэнси (79) — американская актриса, режиссёр и продюсер, лауреат премии «Эмми» (1993)[237][238].
- Салисачс, Мерседес[исп.] (97) — испанская писательница, лауреат различных литературных премий, одна из старейших литераторов Испании[239].
- Смирнов, Владимир Николаевич (67) — советский футболист («Кубань», «Динамо» Москва), защитник, обладатель Кубка СССР (1970)[240].
- Суворов, Виктор Иванович (90) — ветеран Великой Отечественной войны, генерал-майор авиации, Лауреат Государственной премии СССР[241].
- Тисдейл, Джозеф (78) — американский политик, губернатор штата Миссури (1977—1981)[242].
- Флярковский, Александр Георгиевич (82) — советский и российский композитор, народный артист РСФСР (1986), лауреат Российской премии «Победа» (2010) и IV Артиады народов России (1998)[243].

## 7 мая

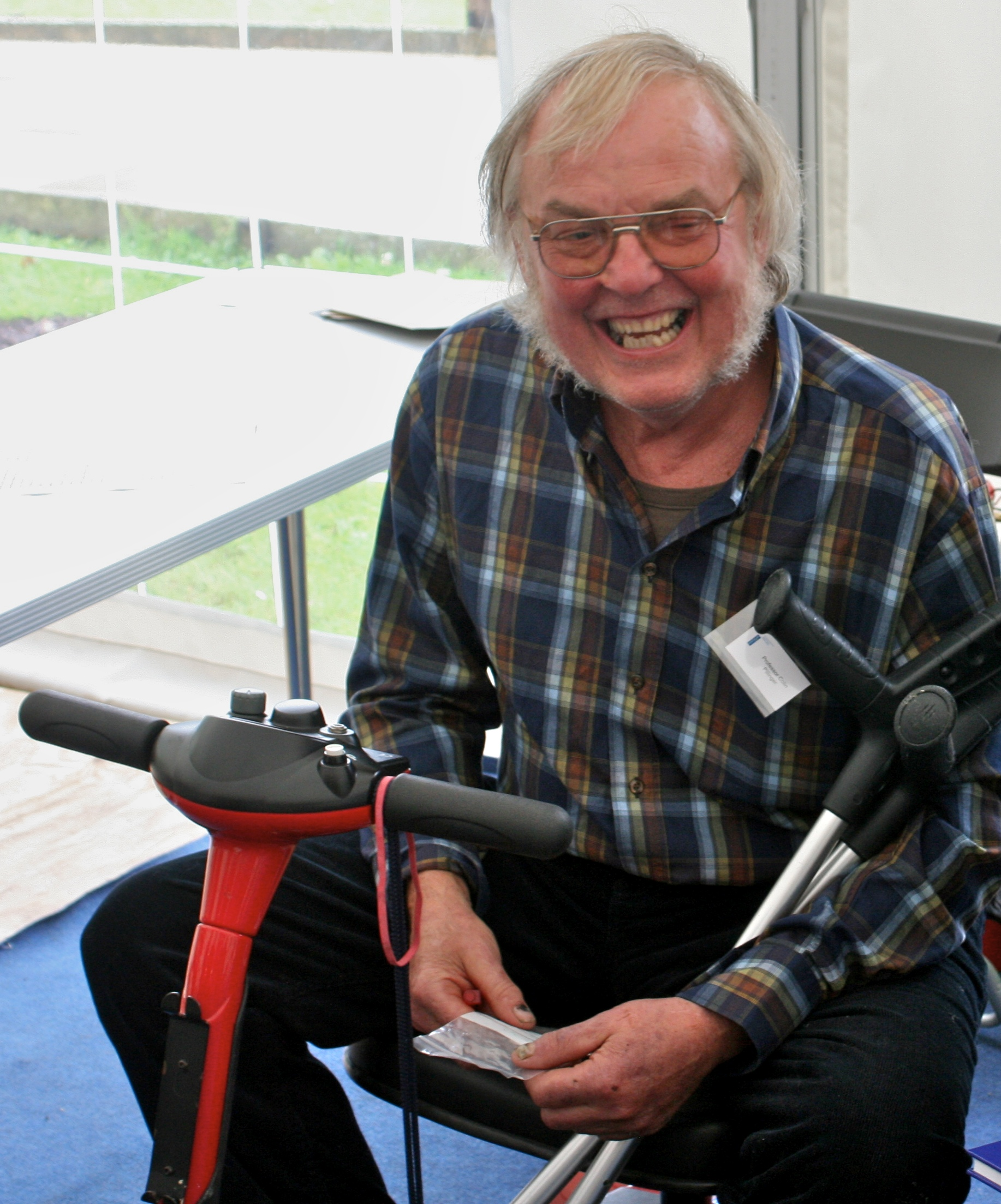
Колин Пиллинджер

- Дженаро, Тони (72) — американский актёр («Дрожь земли», Окончательный анализ)[244].
- Кристи, Джордж (79) — британский оперный менеджер[245].
- Майерс, Уильям (70) — южноафриканский боксёр, бронзовый призёр Олимпийских игр в Риме (1960)[246].
- Мухаммад Назим аль-Кубруси (92) — глава Накшбандийского ордена, 40-й хранитель тайны золотой цепи преемственности Накшбандийского Тариката[247].
- Пиллинджер, Колин (70) — британский учёный, доктор философии, руководитель проекта, инициатор и научный руководитель группы по созданию космического аппарата «Бигль-2»[248].

## 6 мая

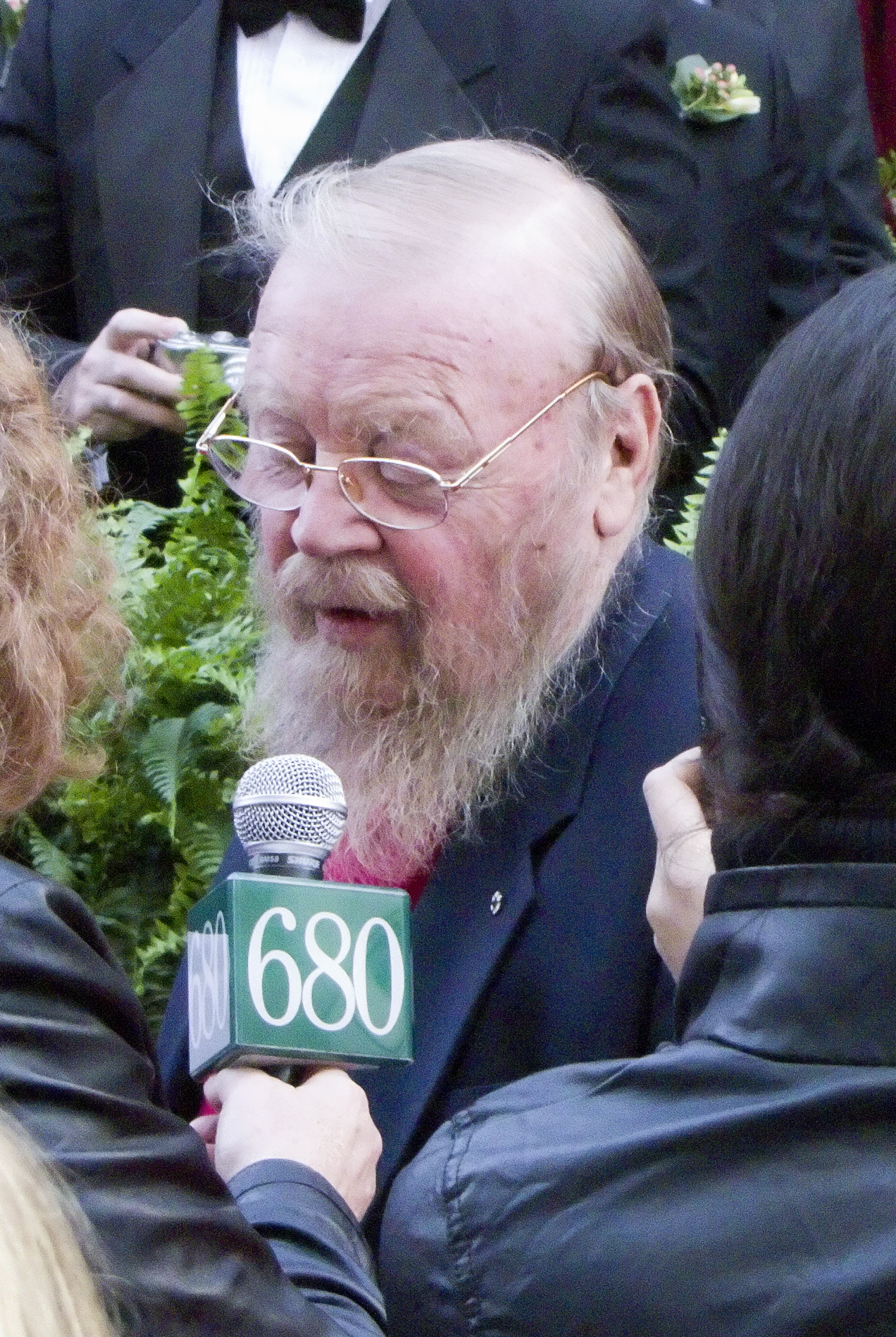
Фарли Моуэт

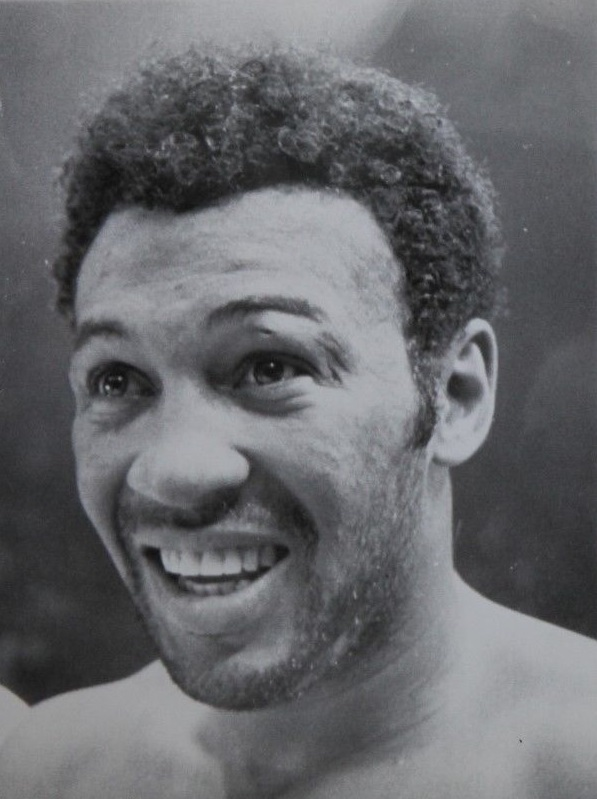
Джимми Эллис

- Албеда, Вил (88) — нидерландский политик, министр социальных дел (1977—1981)[249].
- Белмонт, Вирджиния (92) — американская актриса[250][251].
- Григорьев, Иван Васильевич (80) — бывший директор племзавода «Россия», Герой Социалистического Труда (1991)[252].
- Гурлитт, Корнелиус (81) — немецкий коллекционер произведений искусства, обладавший более чем 1300 похищенных нацистами картин[253].
- Дана, Уильям Харви (83) — лётчик-испытатель НАСА[254].
- Добрушина, Ирина Семёновна (85) — советская и российская поэтесса и математик[255][256][нет в источнике].
- Лассниг, Мария (94) — австрийская художница[257].
- Миракян, Ваан (77) — оперный певец (тенор), народный артист Армянской ССР[258].
- Моуэт, Фарли (92) — канадский писатель, биолог, борец за охрану природы[259].
- Олвис, Уильям (56) — американский композитор («Убей меня снова», «На запад от красной скалы»)[260].
- де Парга, Мануэль — испанский политик и дипломат, министр труда (1977—1978)[261].
- Разумова, Нина Петровна (89) — советская и российская актриса (Нижегородский государственный театр юного зрителя), заслуженная артистка РСФСР (1975)[262].
- Саттар, Азиз[англ.] (88) — малайзийский киноактёр, режиссёр и певец[263].
- Ханеня, Сергей Иванович (50) — белорусский учёный и педагог, проректор Гомельского государственного университета им. Ф. Скорины, кандидат филологических наук, доцент[264].
- Хопкинс, Энтони[англ.] (93) — британский композитор, дирижёр и пианист, радиоведущий (BBC Radio 3)[265].
- Эллис, Джимми (74) — американский боксёр-супертяжеловес, чемпион мира по версии WBA[266].

## 5 мая
- Бабаян, Юрий Арменакович (84) — советский и армянский тренер, заслуженный тренер Республики Армения по борьбе[267].
- Баскаков, Андрей Иванович (65) — председатель Союза фотохудожников России[268].
- Гавен, Жан (92) — французский актёр («История О», «Леон Гаррос ищет друга»)[269].
- Грин, Элэйн — американская тележурналистка, лауреат Премии Пибоди (1981)[270].
- Колотилин, Иван Георгиевич (104) — советский военачальник, педагог и учёный, командующий ракетными войсками и артиллерией Дальневосточного военного округа (1962—1963), заместитель начальника Военной артиллерийской академии им. М. И. Калинина (1963—1965), генерал-майор в отставке[271].
- Лужевский, Руслан Михайлович (38) — украинский военный деятель, майор, Герой Украины (2014, посмертно); погиб в бою в ходе вооружённого конфликта на востоке Украины[272].
- Лыткина, Галина Питиримовна (86) — советская и российская театральная актриса, заслуженная артистка РСФСР[273].
- Отедола, Майкл (87) — нигерийский политик, губернатор штата Лагос (1992—1993)[274].
- Руденко, Владимир Михайлович (88) — советский и российский композитор-песенник, концертмейстер народной артистки СССР Марии Мордасовой, заслуженный артист РСФСР (1976)[275].
- Стороженко, Николай Афанасьевич (79) — советский и российский деятель здравоохранения, президент Национальной курортной ассоциации, президент Всемирной федерации водолечения и климатолечения, заслуженный врач РФ[276].
- Тоштемиров, Мухаммаджон (66) — таджикский журналист, экс-глава Союза публицистов Таджикистана, главный редактор газеты «Курьер Таджикистана»[277]

## 4 мая

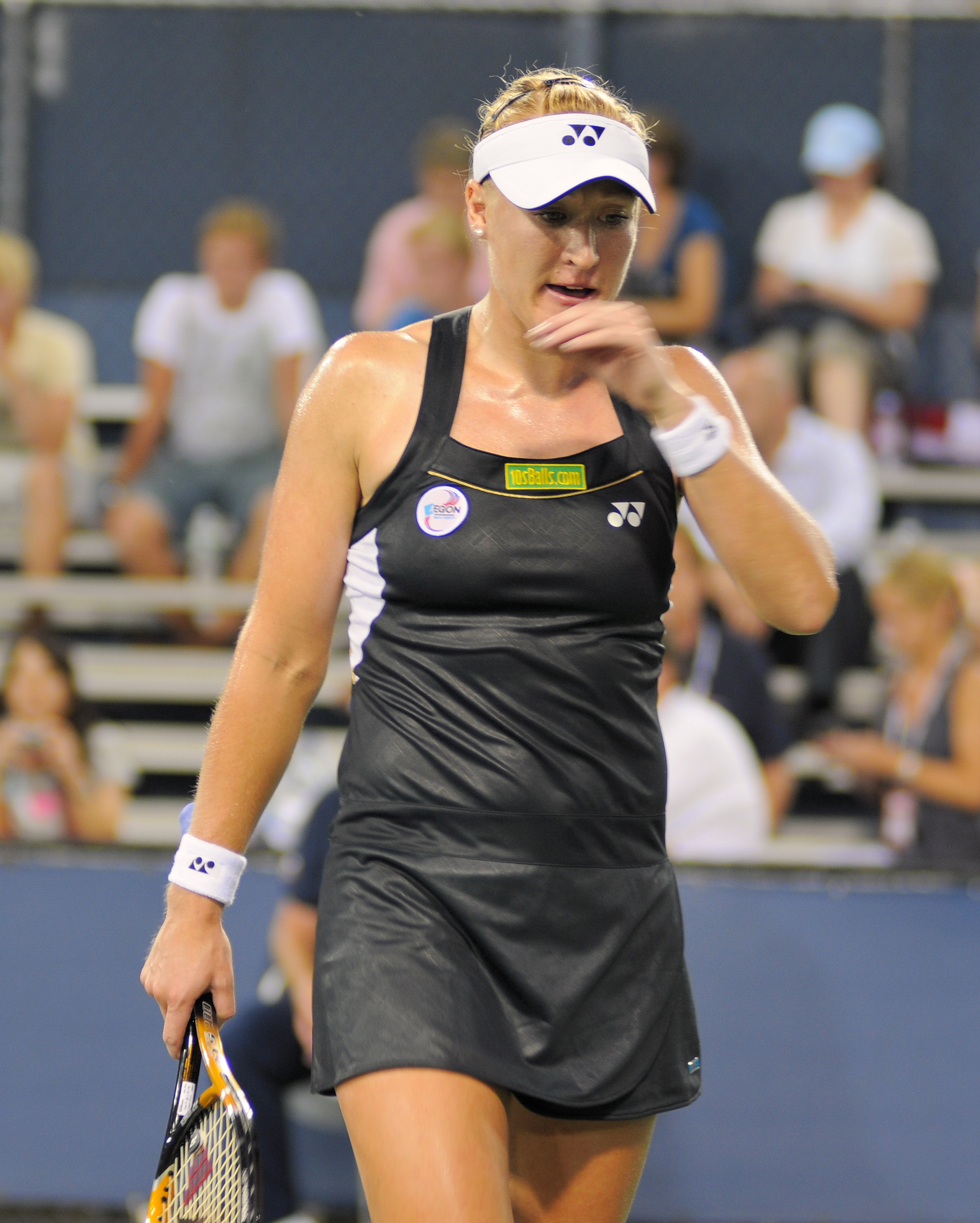
Елена Балтача

- Алатало, Тойми (85) — финский лыжник, чемпион Олимпийских игр в Скво-Вэлли (1960)[278].
- Балтача, Елена Сергеевна (30) — британская теннисистка, победительница международных турниров, дочь футболиста Сергея Балтачи; рак печени[279].
- Лонсберри, Росс (67) — канадский хоккеист, двукратный обладатель Кубка Стэнли в составе «Филадельфии Флайерз» (1974, 1975)[280].
- Нгупанде, Жан-Поль (65) — центральноафриканский государственный деятель, премьер-министр Центральноафриканской Республики (1996—1997)[281].
- Пиз, Эл (92) — канадский автогонщик[282].
- Рябинина, Елена Зусьевна (59) — российская правозащитница, адвокат и публицист, член общества «Мемориал» (с 2004 года) и Экспертного Совета при Уполномоченном по правам человека в Российской Федерации (с 2005 года)[283].
- Самойлова, Татьяна Евгеньевна (80) — советская и российская киноактриса, народная артистка Российской Федерации (1992), лауреат Каннского кинофестиваля (1958)[284].
- Сеттембер, Тони (87) — американский автогонщик[285].
- Скарадзинский, Богдан[англ.] (83) — польский писатель и общественный деятель[286].
- Стороженко, Николай Афанасьевич (79) — советский и российский врач, профессор, заслуженный врач Российской Федерации, президент Национальной курортной ассоциации (с 1996 года), президент Всемирной федерации водолечения и климатолечения (FEMTEC) (с 1998 года)[287].

## 3 мая

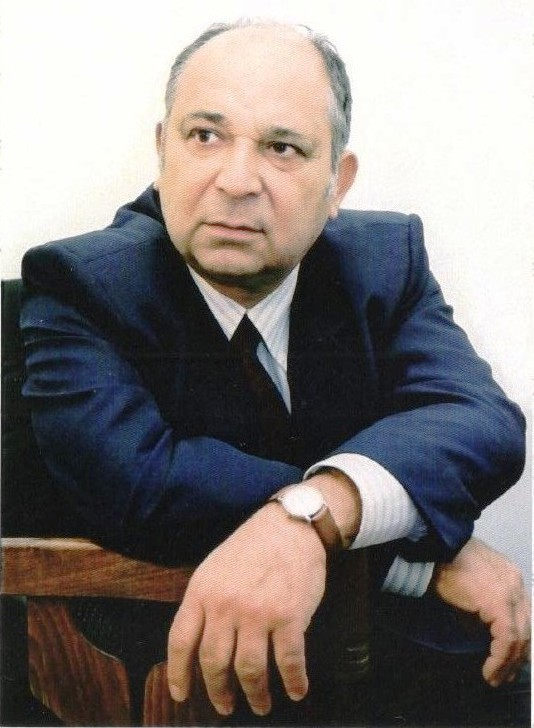
Акшин Ализаде

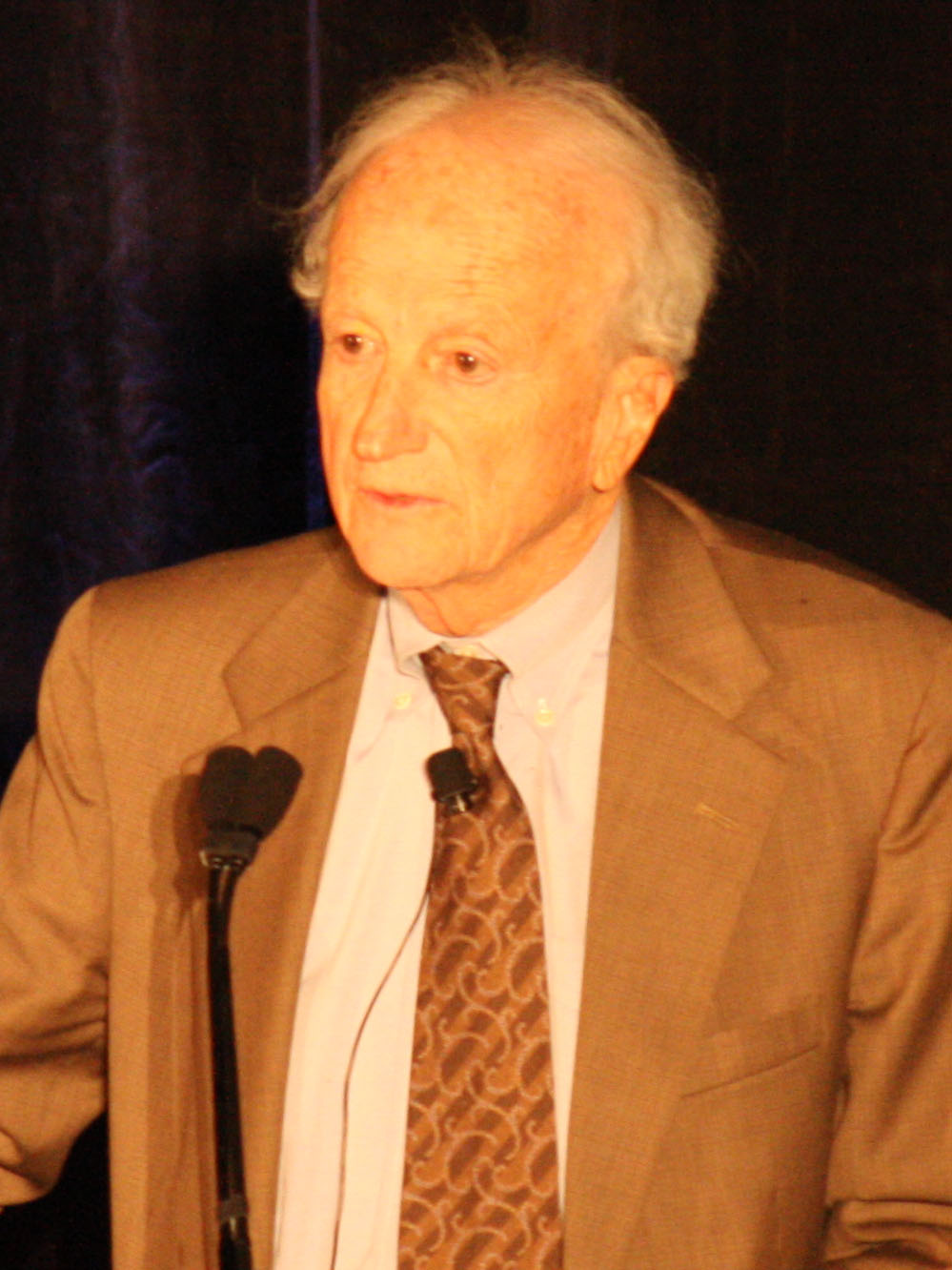
Гэри Беккер

- Ализаде, Акшин Аликули оглы (76) — советский и азербайджанский композитор, народный артист Азербайджанской ССР (1987)[288].
- Беккер, Гэри (83) — американский экономист, лауреат Нобелевской премии по экономике (1992) и премий Фрэнка Сейдмана (1985), Джона Коммонса (1987) и Адама Смита (1991)[289].
- Васильев, Алексей Дмитриевич (76) — советский и российский руководитель органов прокуратуры, первый заместитель Генерального прокурора СССР (1989—1991)[290].
- Джастремски, Честер (73) — американский пловец, бронзовый призёр летних Олимпийских игр в Токио (1964)[291].
- Карлсон, Лесли (81) — канадский актёр («Видеодром», «Муха»)[292].
- Майор, Иштван (64) — венгерский прыгун, трёхкратный чемпион Европы по прыжкам в высоту в закрытых помещениях (1971, 1972, 1973)[293].
- Оберстар, Джим (79) — американский политик, член Палаты представителей США (1975—2011), председатель Комитета по транспорту и инфраструктуре (2007—2011)[294].

## 2 мая

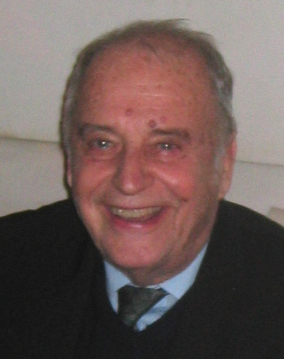
Петан, Жарко

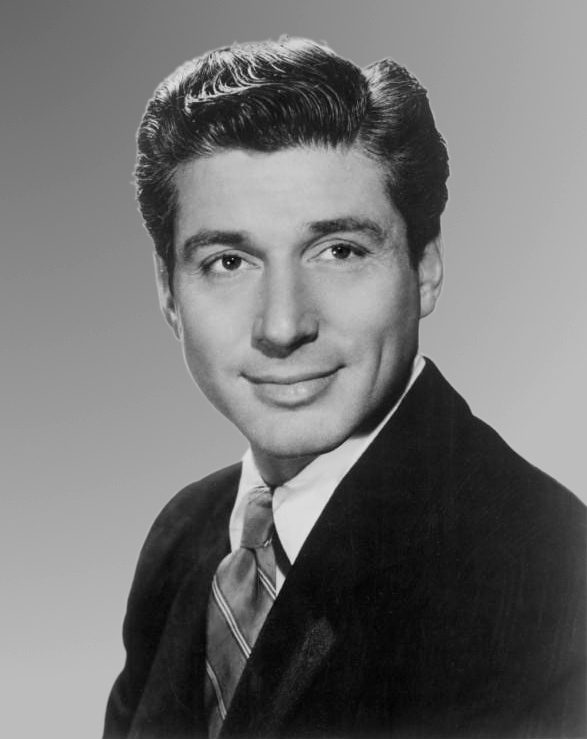
Ефрем Цимбалист (младший)

- Агеев, Владимир Викторович (55) — российский театральный режиссёр, лауреат премии «Чайка» и фестиваля «Золотая маска» («Приз зрительских симпатий») (2004); лейкемия[295].
- Гудзанти, Элио (93) — итальянский врач и политик, министр здравоохранения (1995—1996)[296].
- Дангс, Джон[англ.] (62) — нигерийский политик, губернатор штата Дельта (1996—1998)[297].
- Долибойс, Джон (95) — американский юрист и дипломат, последний следователь Нюрнбергского процесса, посол США в Люксембурге (1981—1985)[298].
- Живетьев, Юрий Андрианович (70) — советский и российский архитектор, главный архитектор Хабаровского края (2000—2010), заслуженный архитектор Российской Федерации (2004)[299].
- Каменецкий, Игорь Сергеевич (84) — советский и российский археолог, заведующий отделом теории и методики Института Археологии РАН (1994—2003), профессор, кандидат исторических наук[300].
- Кано, Луис Эрнесто (53) — мексиканский актёр, комедиограф и сценарист[301]
- Кливс, Джессика (65) — американская певица («Earth, Wind & Fire»)[302].
- Корнеев, Андрей Николаевич (40) — российский пловец, бронзовый призёр летних Олимпийских игр в Атланте (1996), трёхкратный чемпион Европы и призёр чемпионата мира (1997)[303].
- Матушкин, Лев Алексеевич (87) — советский военачальник, подводник, бывший командующий флотилией подводных лодок Краснознамённого Северного флота, вице-адмирал в отставке, Герой Советского Союза (1982)[304].
- Негатуров, Вадим Витальевич (54) — украинский поэт и общественный деятель, действительный член Российской академии русской словесности и изящных искусств имени Г. Р. Державина; ожоги[305].
- Петан, Жарко (85) — словенский писатель, сценарист, режиссёр, афорист[306].
- Силантьев, Владимир Иванович (91) — советский журналист-международник («Комсомольская правда», «Известия») и писатель[307].
- Степни, Найджел (56) — британский инженер «Формулы-1», один из фигурантов шпионского скандала[308].
- Хан, Анвар Ахмед (80) — пакистанский хоккеист, чемпион летних Олимпийских игр (1960) в хоккее на траве, двукратный серебряный призёр Олимпийских игр (1956, 1964)[309].
- Цимбалист, Ефрем (младший) (95) — американский актёр, лауреат премии «Золотой глобус» (1959), сын скрипача Ефрема Цимбалиста[310].

## 1 мая

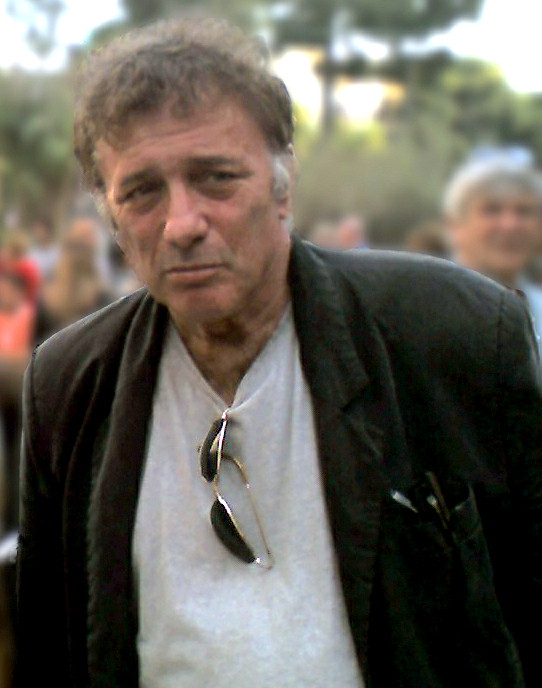
Аси Даян

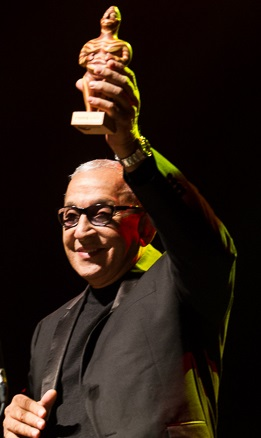
Хуан Формель

- Атта, Адаму (86) — нигерийский политик, первый гражданский губернатор штата Квара (1979—1983)[311].
- Даян, Аси (68) — израильский киноактёр, режиссёр и сценарист, сын израильского военачальника Моше Даяна[312].
- Диос Кастильо, Хуан де (63) — мексиканский футбольный тренер, главный тренер сборной Гондураса (2010—2011) и сборной Сальвадора (2012)[313].
- Длусский, Геннадий Михайлович (76) — советский и российский мирмеколог, один из крупнейших в мире специалистов по муравьям, профессор МГУ (1986), доктор биологических наук (1983)[314].
- Кларк, Клайв (72) — английский футболист («Вест Бромвич Альбион»), обладатель Кубка Англии (1968)[315].
- О’Ши, Пегги (91) — американская актриса и сценарист, лауреат Дневной премии «Эмми» (1987) («Одна жизнь, чтобы жить»)[316].
- По, Уильям (82) — американский политик, мэр Тампы (1974—1979)[317].
- Смит, Ховард (77) — американский режиссёр, лауреат премии «Оскар» за лучший документальный полнометражный фильм (1972)[318].
- Столяр, Давид Яковлевич (91) — единственный выживший из семисот шестидесяти девяти пассажиров корабля еврейских беженцев «Струма», потопленного в 1942 году[319].
- Трэвис, Майкл (86) — американский дизайнер одежды[320].
- Формель, Хуан (71) — кубинский музыкант и композитор, написавший музыку к ряду фильмов и сериалов, двукратный лауреат премии «Грэмми» (1999, 2013)[321].
- Чжоу Мэнде[англ.] (92) — китайский и тайваньский поэт[322][323].
- Штолленверк, Георг (83) — немецкий футболист, участник чемпионата мира (1958) (4 место)[324].